# 아이 러브 스포츠
《아이 러브 스포츠》는 KBS 2TV에서 매주 월요일 오후 11시 10분, 화요일 오후 10시 45분, 수요일부터 목요일 오후 11시에 방송 중인 스포츠 프로그램이다.

## 개요
2010년 5월 11일부터 2022년 7월 29일까지 스포츠 하이라이트로 신설되어 방송되었으며 2022년 8월 2일부터 아이 러브 스포츠로 변경되었다.

## 기획 의도
한 주간의 스포츠 경기 주요 장면을 정리하는 스포츠 프로그램

## 방송 시간
※ KBS 2TV 당일 방송 종료 시간을 기준으로 하며 월드컵, 올림픽 중계 시 방송 시간이 변동될 수 있음.
| 방송 채널 | 방송 기간                                                                                               | 방송 시간                                         | 방송 분량 |
| --------- | --- | ------------------------------------------------- | --------- |
| KBS 1TV   | 2013년 4월 9일 ~ 2013년 10월 18일                                                                       | 매주 화요일 ~ 금요일 오전 12:45 ~ 1:00            | 15분      |
| KBS 2TV   | 2010년 5월 11일 ~ 2010년 5월 15일                                                                       | 매주 화요일, 수요일, 금요일 오전 12:25 ~ 12:35    | 10분      |
| KBS 2TV   | 2010년 5월 11일 ~ 2010년 5월 15일                                                                       | 매주 목요일, 토요일 오전 12:15 ~ 12:35            | 20분      |
| KBS 2TV   | 2010년 5월 18일 ~ 2010년 6월 11일                                                                       | 매주 화요일 ~ 목요일 오전 12:15 ~ 12:35           | 20분      |
| KBS 2TV   | 2010년 5월 18일 ~ 2010년 6월 11일                                                                       | 매주 금요일 ~ 토요일 밤 12:25 ~ 12:35             | 10분      |
| KBS 2TV   | 2010년 6월 14일 ~ 2010년 8월 6일                                                                        | 매주 월요일 ~ 화요일 밤 12:15 ~ 12:35             | 10분      |
| KBS 2TV   | 2010년 6월 14일 ~ 2010년 8월 6일                                                                        | 매주 수요일 밤 12:05 ~ 12:25                      | 20분      |
| KBS 2TV   | 2010년 6월 14일 ~ 2010년 8월 6일                                                                        | 매주 목요일 ~ 금요일 밤 12:15 ~ 12:35             | 20분      |
| KBS 2TV   | 2010년 8월 9일 ~ 2010년 12월 17일                                                                       | 매주 월요일 ~ 화요일, 금요일 밤 12:15 ~ 12:35     | 20분      |
| KBS 2TV   | 2010년 8월 9일 ~ 2010년 12월 17일                                                                       | 매주 수요일 밤 12:15 ~ 12:25                      | 10분      |
| KBS 2TV   | 2010년 8월 9일 ~ 2010년 12월 17일                                                                       | 매주 목요일 밤 12:25 ~ 12:35                      | 10분      |
| KBS 2TV   | 2010년 12월 20일 ~ 2010년 12월 24일                                                                     | 매주 월요일 ~ 화요일, 목요일 밤 12:15 ~ 12:35     | 20분      |
| KBS 2TV   | 2010년 12월 20일 ~ 2010년 12월 24일                                                                     | 매주 수요일 밤 12:05 ~ 12:25                      | 20분      |
| KBS 2TV   | 2011년 1월 3일 ~ 2011년 1월 7일                                                                         | 매주 월요일, 화요일, 목요일 밤 12:25 ~ 12:35      | 10분      |
| KBS 2TV   | 2011년 1월 3일 ~ 2011년 1월 7일                                                                         | 매주 수요일 밤 12:05 ~ 12:25                      | 20분      |
| KBS 2TV   | 2011년 1월 10일 ~ 2012년 6월 9일                                                                        | 매주 월요일, 화요일, 목요일 밤 12:15 ~ 12:35      | 10분      |
| KBS 2TV   | 2011년 1월 10일 ~ 2012년 6월 9일                                                                        | 매주 수요일 밤 12:05 ~ 12:25                      | 10분      |
| KBS 2TV   | 2011년 6월 13일 ~ 2012년 7월 14일                                                                       | 매주 월요일, 화요일 밤 12:25 ~ 12:35              | 10분      |
| KBS 2TV   | 2011년 6월 13일 ~ 2012년 7월 14일                                                                       | 매주 수요일 밤 12:05 ~ 12:25                      | 20분      |
| KBS 2TV   | 2011년 6월 13일 ~ 2012년 7월 14일                                                                       | 매주 목요일 밤 12:15 ~ 12:35                      | 20분      |
| KBS 2TV   | 2011년 7월 18일 ~ 2012년 1월 26일                                                                       | 매주 월요일, 화요일, 목요일 밤 12:15 ~ 12:35      | 10분      |
| KBS 2TV   | 2011년 7월 18일 ~ 2012년 1월 26일                                                                       | 매주 수요일 밤 12:05 ~ 12:25                      | 20분      |
| KBS 2TV   | 2012년 1월 30일 ~ 2012년 2월 9일                                                                        | 매주 월요일, 화요일 밤 12:25 ~ 12:35              | 10분      |
| KBS 2TV   | 2012년 1월 30일 ~ 2012년 2월 9일                                                                        | 매주 수요일 밤 12:05 ~ 12:25                      | 20분      |
| KBS 2TV   | 2012년 1월 30일 ~ 2012년 2월 9일                                                                        | 매주 목요일 밤 12:15 ~ 12:35                      | 20분      |
| KBS 2TV   | 2012년 2월 13일 ~ 2012년 3월 22일                                                                       | 매주 월요일, 화요일, 목요일 밤 12:15 ~ 12:35      | 10분      |
| KBS 2TV   | 2012년 2월 13일 ~ 2012년 3월 22일                                                                       | 매주 수요일 밤 12:05 ~ 12:25                      | 20분      |
| KBS 2TV   | 2012년 3월 26일 ~ 2012년 4월 12일                                                                       | 매주 월요일, 화요일, 목요일 밤 12:25 ~ 12:35      | 10분      |
| KBS 2TV   | 2012년 3월 26일 ~ 2012년 4월 12일                                                                       | 매주 수요일 밤 12:05 ~ 12:25                      | 20분      |
| KBS 2TV   | 2012년 3월 26일 ~ 2012년 4월 12일                                                                       | 매주 목요일 밤 12:15 ~ 12:35                      | 20분      |
| KBS 2TV   | 2012년 4월 16일 ~ 2012년 4월 19일                                                                       | 매주 월요일, 화요일 밤 12:15 ~ 12:35              | 20분      |
| KBS 2TV   | 2012년 4월 16일 ~ 2012년 4월 19일                                                                       | 매주 수요일 밤 12:00 ~ 12:20                      | 20분      |
| KBS 2TV   | 2012년 4월 16일 ~ 2012년 4월 19일                                                                       | 매주 목요일 밤 12:25 ~ 12:35                      | 10분      |
| KBS 2TV   | 2012년 4월 23일 ~ 2012년 4월 26일                                                                       | 매주 월요일, 화요일, 목요일 밤 12:15 ~ 12:35      | 20분      |
| KBS 2TV   | 2012년 4월 23일 ~ 2012년 4월 26일                                                                       | 매주 수요일 밤 12:10 ~ 12:30                      | 20분      |
| KBS 2TV   | 2012년 4월 23일 ~ 2012년 4월 26일                                                                       | 매주 목요일 밤 12:35 ~ 12:40                      | 5분       |
| KBS 2TV   | 2012년 4월 30일 ~ 2012년 5월 3일                                                                        | 매주 월요일, 화요일, 목요일 밤 12:15 ~ 12:35      | 20분      |
| KBS 2TV   | 2012년 4월 30일 ~ 2012년 5월 3일                                                                        | 매주 수요일 밤 12:35 ~ 12:55                      | 20분      |
| KBS 2TV   | 2012년 4월 30일 ~ 2012년 5월 3일                                                                        | 매주 목요일 밤 12:35 ~ 12:40                      | 5분       |
| KBS 2TV   | 2012년 5월 7일 ~ 2012년 5월 31일                                                                        | 매주 월요일, 화요일, 목요일 밤 12:25 ~ 12:35      | 10분      |
| KBS 2TV   | 2012년 6월 4일 ~ 2012년 6월 14일                                                                        | 매주 월요일, 화요일, 목요일 밤 12:30 ~ 12:35      | 5분       |
| KBS 2TV   | 2012년 6월 4일 ~ 2012년 6월 14일                                                                        | 매주 수요일 밤 12:15 ~ 12:35                      | 20분      |
| KBS 2TV   | 2012년 6월 4일 ~ 2012년 6월 14일                                                                        | 매주 목요일 밤 12:35 ~ 12:40                      | 5분       |
| KBS 2TV   | 2012년 6월 18일 ~ 2012년 6월 20일                                                                       | 매주 월요일, 화요일 밤 12:20 ~ 12:35              | 15분      |
| KBS 2TV   | 2012년 6월 18일 ~ 2012년 6월 20일                                                                       | 매주 수요일 밤 12:15 ~ 12:35                      | 20분      |
| KBS 2TV   | 2012년 6월 25일 ~ 2012년 6월 27일                                                                       | 매주 월요일, 화요일 밤 12:25 ~ 12:55              | 30분      |
| KBS 2TV   | 2012년 6월 25일 ~ 2012년 6월 27일                                                                       | 매주 수요일 밤 12:15 ~ 12:35                      | 20분      |
| KBS 2TV   | 2012년 7월 2일 ~ 2012년 9월 27일                                                                        | 매주 월요일, 화요일 밤 12:25 ~ 12:55              | 30분      |
| KBS 2TV   | 2012년 7월 2일 ~ 2012년 9월 27일                                                                        | 매주 수요일 밤 12:15 ~ 12:35                      | 20분      |
| KBS 2TV   | 2012년 7월 2일 ~ 2012년 9월 27일                                                                        | 매주 목요일 밤 12:35 ~ 12:55                      | 20분      |
| KBS 2TV   | 2012년 10월 2일 ~ 2012년 10월 4일                                                                       | 매주 화요일, 목요일 밤 12:35 ~ 새벽 1:05          | 30분      |
| KBS 2TV   | 2012년 10월 2일 ~ 2012년 10월 4일                                                                       | 매주 수요일 밤 12:15 ~ 12:35                      | 20분      |
| KBS 2TV   | 2012년 10월 8일 ~ 2012년 10월 11일 2012년 10월 22일 ~ 2012년 10월 25일                                  | 매주 월요일, 화요일 밤 12:40 ~ 새벽 1:05          | 25분      |
| KBS 2TV   | 2012년 10월 8일 ~ 2012년 10월 11일 2012년 10월 22일 ~ 2012년 10월 25일                                  | 매주 수요일 밤 12:20 ~ 12:40                      | 20분      |
| KBS 2TV   | 2012년 10월 8일 ~ 2012년 10월 11일 2012년 10월 22일 ~ 2012년 10월 25일                                  | 매주 목요일 밤 12:40 ~ 새벽 1:00                  | 20분      |
| KBS 2TV   | 2012년 10월 15일 ~ 2012년 10월 18일                                                                     | 매주 월요일, 화요일 밤 12:40 ~ 새벽 1:05          | 25분      |
| KBS 2TV   | 2012년 10월 15일 ~ 2012년 10월 18일                                                                     | 매주 수요일 밤 12:50 ~ 새벽 1:10                  | 20분      |
| KBS 2TV   | 2012년 10월 15일 ~ 2012년 10월 18일                                                                     | 매주 목요일 밤 12:40 ~ 새벽 1:00                  | 20분      |
| KBS 2TV   | 2012년 10월 29일 ~ 2012년 12월 27일                                                                     | 매주 월요일, 화요일 밤 12:40 ~ 새벽 1:00          | 20분      |
| KBS 2TV   | 2012년 10월 29일 ~ 2012년 12월 27일                                                                     | 매주 수요일 밤 12:20 ~ 12:40                      | 20분      |
| KBS 2TV   | 2012년 10월 29일 ~ 2012년 12월 27일                                                                     | 매주 목요일 밤 12:40 ~ 새벽 1:00                  | 20분      |
| KBS 2TV   | 2013년 1월 1일 ~ 2013년 1월 3일                                                                         | 매주 화요일 밤 12:40 ~ 새벽 1:00                  | 20분      |
| KBS 2TV   | 2013년 1월 1일 ~ 2013년 1월 3일                                                                         | 매주 수요일 밤 12:20 ~ 12:40                      | 20분      |
| KBS 2TV   | 2013년 1월 1일 ~ 2013년 1월 3일                                                                         | 매주 목요일 밤 12:40 ~ 새벽 1:05                  | 25분      |
| KBS 2TV   | 2013년 1월 7일 ~ 2013년 2월 7일                                                                         | 매주 월요일, 화요일 밤 12:40 ~ 새벽 1:00          | 20분      |
| KBS 2TV   | 2013년 1월 7일 ~ 2013년 2월 7일                                                                         | 매주 수요일 밤 12:20 ~ 12:40                      | 20분      |
| KBS 2TV   | 2013년 1월 7일 ~ 2013년 2월 7일                                                                         | 매주 목요일 밤 12:40 ~ 새벽 1:05                  | 25분      |
| KBS 2TV   | 2013년 2월 12일 ~ 2013년 2월 14일                                                                       | 매주 화요일 밤 12:30 ~ 12:50                      | 20분      |
| KBS 2TV   | 2013년 2월 12일 ~ 2013년 2월 14일                                                                       | 매주 수요일 밤 12:20 ~ 12:40                      | 20분      |
| KBS 2TV   | 2013년 2월 12일 ~ 2013년 2월 14일                                                                       | 매주 목요일 밤 12:40 ~ 새벽 1:05                  | 25분      |
| KBS 2TV   | 2013년 2월 18일 ~ 2013년 3월 14일                                                                       | 매주 월요일, 화요일 밤 12:30 ~ 12:50              | 20분      |
| KBS 2TV   | 2013년 2월 18일 ~ 2013년 3월 14일                                                                       | 매주 수요일 밤 12:20 ~ 12:40                      | 20분      |
| KBS 2TV   | 2013년 2월 18일 ~ 2013년 3월 14일                                                                       | 매주 목요일 밤 12:40 ~ 새벽 1:05                  | 25분      |
| KBS 2TV   | 2013년 3월 18일 ~ 2013년 4월 4일                                                                        | 매주 월요일 밤 12:30 ~ 12:50                      | 20분      |
| KBS 2TV   | 2013년 3월 18일 ~ 2013년 4월 4일                                                                        | 매주 수요일 밤 12:20 ~ 12:40                      | 20분      |
| KBS 2TV   | 2013년 3월 18일 ~ 2013년 4월 4일                                                                        | 매주 목요일 밤 12:40 ~ 새벽 1:05                  | 25분      |
| KBS 2TV   | 2013년 10월 21일 ~ 2013년 10월 24일                                                                     | 매주 월요일~ 화요일, 목요일 밤 12:30 ~ 12:45      | 15분      |
| KBS 2TV   | 2013년 10월 21일 ~ 2013년 10월 24일                                                                     | 매주 수요일 밤 12:20 ~ 12:35                      | 15분      |
| KBS 2TV   | 2013년 10월 28일 ~ 2013년 11월 21일                                                                     | 매주 월요일 ~ 화요일, 목요일 밤 12:30 ~ 12:45     | 15분      |
| KBS 2TV   | 2013년 10월 28일 ~ 2013년 11월 21일                                                                     | 매주 수요일 ~ 목요일 밤 12:35 ~ 12:50             | 15분      |
| KBS 2TV   | 2013년 11월 25일 ~ 2014년 4월 3일                                                                       | 매주 월요일 ~ 목요일 밤 12:30 ~ 12:45             | 15분      |
| KBS 2TV   | 2014년 7월 7일 ~ 2014년 10월 30일                                                                       | 매주 월요일 ~ 목요일 밤 12:30 ~ 12:45             | 15분      |
| KBS 2TV   | 2015년 1월 19일 ~ 2015년 1월 22일                                                                       | 매주 월요일 ~ 목요일 밤 12:30 ~ 12:45             | 15분      |
| KBS 2TV   | 2014년 4월 7일 ~ 2014년 5월 27일                                                                        | 매주 월요일 ~ 수요일 밤 12:30 ~ 12:45             | 15분      |
| KBS 2TV   | 2014년 11월 3일 ~ 2014년 11월 6일                                                                       | 매주 월요일 ~ 화요일, 목요일 밤 12:20 ~ 12:35     | 15분      |
| KBS 2TV   | 2014년 11월 3일 ~ 2014년 11월 6일                                                                       | 매주 수요일 밤 11:50 ~ 12:05                      | 15분      |
| KBS 2TV   | 2014년 11월 10일 ~ 2014년 11월 13일                                                                     | 매주 월요일 ~ 화요일, 목요일 밤 12:20 ~ 12:35     | 15분      |
| KBS 2TV   | 2014년 11월 17일 ~ 2014년 11월 20일                                                                     | 매주 월요일 ~ 화요일 밤 12:30 ~ 12:45             | 15분      |
| KBS 2TV   | 2014년 11월 17일 ~ 2014년 11월 20일                                                                     | 매주 수요일 ~ 목요일 밤 12:35 ~ 12:50             | 15분      |
| KBS 2TV   | 2014년 11월 24일 ~ 2015년 1월 15일 2015년 1월 26일 ~ 2015년 4월 2일                                     | 매주 월요일 ~ 수요일 밤 12:30 ~ 12:45             | 15분      |
| KBS 2TV   | 2014년 11월 24일 ~ 2015년 1월 15일 2015년 1월 26일 ~ 2015년 4월 2일                                     | 매주 목요일 밤 12:40 ~ 12:55                      | 15분      |
| KBS 2TV   | 2015년 4월 6일 ~ 2015년 5월 7일                                                                         | 매주 월요일 ~ 목요일 밤 12:30 ~ 12:55             | 25분      |
| KBS 2TV   | 2015년 5월 11일 ~ 2015년 5월 14일 2015년 5월 25일 ~ 2015년 6월 26일 2015년 8월 3일 ~ 2015년 9월 17일    | 매주 월요일, 화요일 밤 12:30 ~ 12:55              | 25분      |
| KBS 2TV   | 2015년 5월 11일 ~ 2015년 5월 14일 2015년 5월 25일 ~ 2015년 6월 26일 2015년 8월 3일 ~ 2015년 9월 17일    | 매주 수요일 밤 12:10 ~ 12:35                      | 25분      |
| KBS 2TV   | 2015년 5월 11일 ~ 2015년 5월 14일 2015년 5월 25일 ~ 2015년 6월 26일 2015년 8월 3일 ~ 2015년 9월 17일    | 매주 목요일 밤 12:40 ~ 새벽 1:05                  | 25분      |
| KBS 2TV   | 2015년 5월 18일 ~ 2015년 5월 22일 2015년 7월 13일 ~ 2015년 7월 16일                                     | 매주 월요일, 화요일 밤 12:30 ~ 12:55              | 25분      |
| KBS 2TV   | 2015년 5월 18일 ~ 2015년 5월 22일 2015년 7월 13일 ~ 2015년 7월 16일                                     | 매주 수요일 밤 12:10 ~ 12:35                      | 25분      |
| KBS 2TV   | 2015년 5월 18일 ~ 2015년 5월 22일 2015년 7월 13일 ~ 2015년 7월 16일                                     | 매주 목요일 밤 12:55 ~ 새벽 1:20                  | 25분      |
| KBS 2TV   | 2015년 6월 29일 ~ 2015년 7월 9일 2015년 7월 20일 ~ 2015년 7월 30일                                      | 매주 월요일, 화요일 밤 12:30 ~ 12:55              | 25분      |
| KBS 2TV   | 2015년 6월 29일 ~ 2015년 7월 9일 2015년 7월 20일 ~ 2015년 7월 30일                                      | 매주 수요일 밤 12:10 ~ 12:35                      | 25분      |
| KBS 2TV   | 2015년 6월 29일 ~ 2015년 7월 9일 2015년 7월 20일 ~ 2015년 7월 30일                                      | 매주 목요일 밤 12:50 ~ 새벽 1:15                  | 25분      |
| KBS 2TV   | 2015년 9월 21일 ~ 2015년 10월 8일 2015년 11월 2일 ~ 2015년 12월 3일                                     | 매주 월요일, 화요일 밤 12:35 ~ 새벽 1:00          | 25분      |
| KBS 2TV   | 2015년 9월 21일 ~ 2015년 10월 8일 2015년 11월 2일 ~ 2015년 12월 3일                                     | 매주 수요일 밤 12:10 ~ 12:35                      | 25분      |
| KBS 2TV   | 2015년 9월 21일 ~ 2015년 10월 8일 2015년 11월 2일 ~ 2015년 12월 3일                                     | 매주 목요일 밤 12:45 ~ 새벽 1:10                  | 25분      |
| KBS 2TV   | 2015년 10월 12일 ~ 2015년 10월 22일 2015년 12월 7일 ~ 2016년 2월 18일 2016년 2월 29일 ~ 2016년 4월 22일 | 매주 월요일 ~ 화요일, 목요일 밤 12:35 ~ 새벽 1:00 | 25분      |
| KBS 2TV   | 2015년 10월 12일 ~ 2015년 10월 22일 2015년 12월 7일 ~ 2016년 2월 18일 2016년 2월 29일 ~ 2016년 4월 22일 | 매주 수요일 밤 12:10 ~ 12:35                      | 25분      |
| KBS 2TV   | 2016년 2월 22일 ~ 2015년 10월 22일 2015년 12월 7일 ~ 2016년 2월 18일                                    | 매주 월요일 ~ 화요일, 목요일 밤 12:35 ~ 새벽 1:00 | 25분      |
| KBS 2TV   | 2016년 2월 22일 ~ 2015년 10월 22일 2015년 12월 7일 ~ 2016년 2월 18일                                    | 매주 수요일 밤 12:10 ~ 12:35                      | 25분      |
| KBS 2TV   | 2016년 2월 22일 ~ 2015년 10월 22일 2015년 12월 7일 ~ 2016년 2월 18일                                    | 매주 목요일 밤 12:40 ~ 새벽 1:05                  | 25분      |
| KBS 2TV   | 2015년 10월 26일 ~ 2015년 10월 29일                                                                     | 매주 월요일, 화요일 밤 12:35 ~ 1:00               | 25분      |
| KBS 2TV   | 2015년 10월 26일 ~ 2015년 10월 29일                                                                     | 매주 수요일 밤 12:10 ~ 12:35                      | 25분      |
| KBS 2TV   | 2015년 10월 26일 ~ 2015년 10월 29일                                                                     | 매주 목요일 밤 12:20 ~ 12:45                      | 25분      |
| KBS 2TV   | 2016년 4월 26일 ~ 2016년 6월 23일 2016년 7월 4일 ~ 2016년 7월 7일 2016년 8월 29일 ~ 2016년 11월 10일    | 매주 화요일, 목요일 밤 12:35 ~ 1:00               | 25분      |
| KBS 2TV   | 2016년 4월 26일 ~ 2016년 6월 23일 2016년 7월 4일 ~ 2016년 7월 7일 2016년 8월 29일 ~ 2016년 11월 10일    | 매주 수요일 밤 12:10 ~ 12:35                      | 25분      |
| KBS 2TV   | 2016년 6월 28일 ~ 2016년 6월 30일 2016년 7월 12일 ~ 2016년 8월 25일                                     | 매주 월요일 ~ 화요일 밤 12:35 ~ 1:00              | 25분      |
| KBS 2TV   | 2016년 6월 28일 ~ 2016년 6월 30일 2016년 7월 12일 ~ 2016년 8월 25일                                     | 매주 수요일 밤 12:10 ~ 12:35                      | 25분      |
| KBS 2TV   | 2016년 6월 28일 ~ 2016년 6월 30일 2016년 7월 12일 ~ 2016년 8월 25일                                     | 매주 목요일 밤 12:40 ~ 새벽 1:05                  | 25분      |
| KBS 2TV   | 2016년 11월 14일 ~ 2017년 3월 2일                                                                       | 매주 월요일, 화요일, 목요일 밤 12:35 ~ 1:00       | 25분      |
| KBS 2TV   | 2016년 11월 14일 ~ 2017년 3월 2일                                                                       | 매주 수요일 밤 12:10 ~ 12:35                      | 25분      |
| KBS 2TV   | 2017년 3월 6일 ~ 2017년 3월 30일                                                                        | 매주 월요일, 화요일, 목요일 밤 12:35 ~ 1:00       | 25분      |
| KBS 2TV   | 2017년 3월 6일 ~ 2017년 3월 30일                                                                        | 매주 수요일 밤 12:10 ~ 12:35                      | 25분      |
| KBS 2TV   | 2017년 3월 6일 ~ 2017년 3월 30일                                                                        | 매주 목요일 밤 12:40 ~ 새벽 1:05                  | 25분      |
| KBS 2TV   | 2017년 4월 4일 ~ 2017년 6월 1일                                                                         | 매주 화요일, 목요일 밤 12:35 ~ 1:00               | 25분      |
| KBS 2TV   | 2017년 4월 4일 ~ 2017년 6월 1일                                                                         | 매주 수요일 밤 12:10 ~ 12:35                      | 25분      |
| KBS 2TV   | 2017년 6월 6일 ~ 2017년 8월 31일                                                                        | 매주 화요일 밤 12:35 ~ 1:00                       | 25분      |
| KBS 2TV   | 2017년 6월 6일 ~ 2017년 8월 31일                                                                        | 매주 수요일 밤 12:10 ~ 12:35                      | 25분      |
| KBS 2TV   | 2017년 6월 6일 ~ 2017년 8월 31일                                                                        | 매주 목요일 밤 12:40 ~ 1:05                       | 25분      |
| KBS 2TV   | 2018년 3월 5일 ~ 2018년 3월 29일                                                                        | 매주 월요일 밤 12:35 ~ 1:00                       | 25분      |
| KBS 2TV   | 2018년 3월 5일 ~ 2018년 3월 29일                                                                        | 매주 화요일, 목요일 밤 12:40 ~ 1:05               | 25분      |
| KBS 2TV   | 2018년 3월 5일 ~ 2018년 3월 29일                                                                        | 매주 수요일 밤 12:10 ~ 12:35                      | 25분      |
| KBS 2TV   | 2018년 4월 3일 ~ 2018년 10월 18일                                                                       | 매주 화요일, 목요일 밤 12:40 ~ 1:05               | 25분      |
| KBS 2TV   | 2018년 4월 3일 ~ 2018년 10월 18일                                                                       | 매주 수요일 밤 12:10 ~ 12:35                      | 25분      |
| KBS 2TV   | 2018년 10월 23일 ~ 2018년 10월 25일                                                                     | 매주 화요일, 목요일 밤 12:40 ~ 1:05               | 25분      |
| KBS 2TV   | 2018년 10월 23일 ~ 2018년 10월 25일                                                                     | 매주 수요일 밤 12:10 ~ 12:35                      | 25분      |
| KBS 2TV   | 2018년 10월 30일 ~ 2018년 11월 1일                                                                      | 매주 화요일, 목요일 밤 12:40 ~ 1:05               | 25분      |
| KBS 2TV   | 2018년 10월 30일 ~ 2018년 11월 1일                                                                      | 매주 수요일 밤 1:10 ~ 1:35                        | 25분      |
| KBS 2TV   | 2018년 10월 30일 ~ 2018년 11월 1일                                                                      | 매주 목요일 밤 12:10 ~ 12:35                      | 25분      |
| KBS 2TV   | 2018년 11월 5일 ~ 2019년 3월 28일                                                                       | 매주 월요일, 화요일 밤 12:35 ~ 1:00               | 25분      |
| KBS 2TV   | 2018년 11월 5일 ~ 2019년 3월 28일                                                                       | 매주 수요일, 목요일 밤 12:40 ~ 1:05               | 25분      |
| KBS 2TV   | 2019년 4월 2일 ~ 2019년 4월 4일                                                                         | 매주 화요일 ~ 목요일 밤 12:40 ~ 1:05              | 25분      |
| KBS 2TV   | 2019년 4월 9일 ~ 2019년 4월 18일 2019년 4월 30일 ~ 2019년 5월 23일                                      | 매주 화요일 밤 12:15 ~ 12:40                      | 25분      |
| KBS 2TV   | 2019년 4월 9일 ~ 2019년 4월 18일 2019년 4월 30일 ~ 2019년 5월 23일                                      | 매주 수요일 밤 12:50 ~ 1:15                       | 25분      |
| KBS 2TV   | 2019년 4월 9일 ~ 2019년 4월 18일 2019년 4월 30일 ~ 2019년 5월 23일                                      | 매주 목요일 밤 12:40 ~ 1:05                       | 25분      |
| KBS 2TV   | 2019년 4월 23일 ~ 2019년 4월 25일                                                                       | 매주 화요일 밤 12:15 ~ 12:40                      | 25분      |
| KBS 2TV   | 2019년 4월 23일 ~ 2019년 4월 25일                                                                       | 매주 수요일 밤 12:35 ~ 1:00                       | 25분      |
| KBS 2TV   | 2019년 4월 23일 ~ 2019년 4월 25일                                                                       | 매주 목요일 밤 12:40 ~ 1:05                       | 25분      |
| KBS 2TV   | 2019년 5월 28일 ~ 2019년 6월 20일                                                                       | 매주 화요일 밤 12:15 ~ 12:40                      | 25분      |
| KBS 2TV   | 2019년 5월 28일 ~ 2019년 6월 20일                                                                       | 매주 수요일 새벽 1:00 ~ 1:25                      | 25분      |
| KBS 2TV   | 2019년 5월 28일 ~ 2019년 6월 20일                                                                       | 매주 목요일 밤 12:40 ~ 1:05                       | 25분      |
| KBS 2TV   | 2019년 6월 25일 ~ 2019년 7월 4일                                                                        | 매주 화요일 밤 12:15 ~ 12:40                      | 25분      |
| KBS 2TV   | 2019년 6월 25일 ~ 2019년 7월 4일                                                                        | 매주 수요일 밤 12:20 ~ 12:45                      | 25분      |
| KBS 2TV   | 2019년 6월 25일 ~ 2019년 7월 4일                                                                        | 매주 목요일 밤 12:40 ~ 1:05                       | 25분      |
| KBS 2TV   | 2019년 7월 9일 ~ 2019년 7월 11일                                                                        | 매주 화요일 밤 12:30 ~ 12:55                      | 25분      |
| KBS 2TV   | 2019년 7월 9일 ~ 2019년 7월 11일                                                                        | 매주 수요일 밤 12:20 ~ 12:45                      | 25분      |
| KBS 2TV   | 2019년 7월 9일 ~ 2019년 7월 11일                                                                        | 매주 목요일 밤 12:40 ~ 1:05                       | 25분      |
| KBS 2TV   | 2019년 7월 16일 ~ 2019년 10월 3일                                                                       | 매주 화요일 밤 12:05 ~ 12:30                      | 25분      |
| KBS 2TV   | 2019년 7월 16일 ~ 2019년 10월 3일                                                                       | 매주 수요일 밤 12:30 ~ 12:55                      | 25분      |
| KBS 2TV   | 2019년 7월 16일 ~ 2019년 10월 3일                                                                       | 매주 목요일 밤 12:40 ~ 1:05                       | 25분      |
| KBS 2TV   | 2019년 10월 8일 ~ 2019년 10월 11일                                                                      | 매주 화요일 밤 12:05 ~ 12:30                      | 25분      |
| KBS 2TV   | 2019년 10월 8일 ~ 2019년 10월 11일                                                                      | 매주 수요일 밤 12:30 ~ 12:55                      | 25분      |
| KBS 2TV   | 2019년 10월 8일 ~ 2019년 10월 11일                                                                      | 매주 목요일 밤 12:40 ~ 새벽 1:05                  | 25분      |
| KBS 2TV   | 2019년 10월 8일 ~ 2019년 10월 11일                                                                      | 매주 금요일 밤 12:40 ~ 1:05                       | 25분      |
| KBS 2TV   | 2019년 10월 14일 ~ 2019년 10월 17일                                                                     | 매주 월요일 밤 12:25 ~ 12:50                      | 25분      |
| KBS 2TV   | 2019년 10월 14일 ~ 2019년 10월 17일                                                                     | 매주 화요일 밤 12:05 ~ 12:30                      | 25분      |
| KBS 2TV   | 2019년 10월 14일 ~ 2019년 10월 17일                                                                     | 매주 수요일 밤 12:30 ~ 12:55                      | 25분      |
| KBS 2TV   | 2019년 10월 14일 ~ 2019년 10월 17일                                                                     | 매주 목요일 밤 12:40 ~ 새벽 1:05                  | 25분      |
| KBS 2TV   | 2019년 10월 21일 ~ 2019년 10월 17일                                                                     | 매주 월요일 밤 12:10 ~ 12:35                      | 25분      |
| KBS 2TV   | 2019년 10월 21일 ~ 2019년 10월 17일                                                                     | 매주 화요일 밤 12:55 ~ 새벽 1:20                  | 25분      |
| KBS 2TV   | 2019년 10월 21일 ~ 2019년 10월 17일                                                                     | 매주 수요일 밤 12:30 ~ 12:55                      | 25분      |
| KBS 2TV   | 2019년 10월 21일 ~ 2019년 10월 17일                                                                     | 매주 목요일 밤 12:40 ~ 새벽 1:05                  | 25분      |
| KBS 2TV   | 2019년 10월 28일 ~ 2019년 10월 31일                                                                     | 매주 월요일 밤 12:10 ~ 12:35                      | 25분      |
| KBS 2TV   | 2019년 10월 28일 ~ 2019년 10월 31일                                                                     | 매주 화요일 밤 12:20 ~ 12:45                      | 25분      |
| KBS 2TV   | 2019년 10월 28일 ~ 2019년 10월 31일                                                                     | 매주 수요일 밤 12:30 ~ 12:55                      | 25분      |
| KBS 2TV   | 2019년 10월 28일 ~ 2019년 10월 31일                                                                     | 매주 목요일 밤 12:40 ~ 새벽 1:05                  | 25분      |
| KBS 2TV   | 2019년 11월 4일 ~ 2019년 11월 14일                                                                      | 매주 월요일 밤 12:35 ~ 새벽 1:00                  | 25분      |
| KBS 2TV   | 2019년 11월 4일 ~ 2019년 11월 14일                                                                      | 매주 화요일 밤 12:10 ~ 12:35                      | 25분      |
| KBS 2TV   | 2019년 11월 4일 ~ 2019년 11월 14일                                                                      | 매주 수요일 밤 12:30 ~ 12:55                      | 25분      |
| KBS 2TV   | 2019년 11월 4일 ~ 2019년 11월 14일                                                                      | 매주 목요일 밤 12:40 ~ 새벽 1:05                  | 25분      |
| KBS 2TV   | 2019년 11월 18일 ~ 2019년 11월 28일                                                                     | 매주 월요일 밤 12:35 ~ 새벽 1:00                  | 25분      |
| KBS 2TV   | 2019년 11월 18일 ~ 2019년 11월 28일                                                                     | 매주 화요일 밤 12:20 ~ 12:45                      | 25분      |
| KBS 2TV   | 2019년 11월 18일 ~ 2019년 11월 28일                                                                     | 매주 수요일 밤 12:30 ~ 12:55                      | 25분      |
| KBS 2TV   | 2019년 11월 18일 ~ 2019년 11월 28일                                                                     | 매주 목요일 밤 12:40 ~ 새벽 1:05                  | 25분      |
| KBS 2TV   | 2019년 12월 2일 ~ 2019년 12월 12일                                                                      | 매주 월요일 새벽 1:15 ~ 1:40                      | 25분      |
| KBS 2TV   | 2019년 12월 2일 ~ 2019년 12월 12일                                                                      | 매주 화요일 밤 12:20 ~ 12:45                      | 25분      |
| KBS 2TV   | 2019년 12월 2일 ~ 2019년 12월 12일                                                                      | 매주 수요일 밤 12:30 ~ 12:55                      | 25분      |
| KBS 2TV   | 2019년 12월 2일 ~ 2019년 12월 12일                                                                      | 매주 목요일 밤 12:40 ~ 새벽 1:05                  | 25분      |
| KBS 2TV   | 2019년 12월 16일 ~ 2019년 12월 12일                                                                     | 매주 월요일 밤 12:35 ~ 1:00                       | 25분      |
| KBS 2TV   | 2019년 12월 16일 ~ 2019년 12월 12일                                                                     | 매주 화요일 밤 12:20 ~ 12:45                      | 25분      |
| KBS 2TV   | 2019년 12월 16일 ~ 2019년 12월 12일                                                                     | 매주 수요일 밤 12:10 ~ 12:35                      | 25분      |
| KBS 2TV   | 2019년 12월 16일 ~ 2019년 12월 12일                                                                     | 매주 목요일 밤 12:40 ~ 새벽 1:05                  | 25분      |
| KBS 2TV   | 2019년 12월 23일 ~ 2019년 12월 26일                                                                     | 매주 월요일 새벽 1:30 ~ 1:55                      | 25분      |
| KBS 2TV   | 2019년 12월 23일 ~ 2019년 12월 26일                                                                     | 매주 화요일 밤 12:20 ~ 12:45                      | 25분      |
| KBS 2TV   | 2019년 12월 23일 ~ 2019년 12월 26일                                                                     | 매주 목요일 밤 12:40 ~ 새벽 1:05                  | 25분      |
| KBS 2TV   | 2019년 12월 30일 ~ 2020년 1월 2일                                                                       | 매주 월요일 새벽 1:20 ~ 1:45                      | 25분      |
| KBS 2TV   | 2019년 12월 30일 ~ 2020년 1월 2일                                                                       | 매주 목요일 밤 12:40 ~ 새벽 1:05                  | 25분      |
| KBS 2TV   | 2020년 1월 6일 ~ 2020년 1월 9일                                                                         | 매주 월요일 밤 12:45 ~ 새벽 1:10                  | 25분      |
| KBS 2TV   | 2020년 1월 6일 ~ 2020년 1월 9일                                                                         | 매주 화요일 밤 12:20 ~ 12:45                      | 25분      |
| KBS 2TV   | 2020년 1월 6일 ~ 2020년 1월 9일                                                                         | 매주 수요일 밤 12:30 ~ 12:55                      | 25분      |
| KBS 2TV   | 2020년 1월 6일 ~ 2020년 1월 9일                                                                         | 매주 목요일 밤 12:40 ~ 새벽 1:05                  | 25분      |
| KBS 2TV   | 2020년 1월 13일 ~ 2020년 1월 16일                                                                       | 매주 월요일 밤 12:50 ~ 새벽 1:15                  | 25분      |
| KBS 2TV   | 2020년 1월 13일 ~ 2020년 1월 16일                                                                       | 매주 화요일 밤 12:20 ~ 12:45                      | 25분      |
| KBS 2TV   | 2020년 1월 13일 ~ 2020년 1월 16일                                                                       | 매주 수요일 밤 12:30 ~ 12:55                      | 25분      |
| KBS 2TV   | 2020년 1월 13일 ~ 2020년 1월 16일                                                                       | 매주 목요일 밤 12:40 ~ 새벽 1:05                  | 25분      |
| KBS 2TV   | 2020년 1월 20일 ~ 2020년 1월 23일                                                                       | 매주 월요일, 화요일, 목요일 밤 12:40 ~ 새벽 1:05  | 25분      |
| KBS 2TV   | 2020년 1월 20일 ~ 2020년 1월 23일                                                                       | 매주 수요일 밤 12:30 ~ 12:55                      | 25분      |
| KBS 2TV   | 2020년 1월 28일 ~ 2020년 2월 6일                                                                        | 매주 월요일 밤 12:50 ~ 새벽 1:15                  | 25분      |
| KBS 2TV   | 2020년 1월 28일 ~ 2020년 2월 6일                                                                        | 매주 화요일 밤 12:05 ~ 12:30                      | 25분      |
| KBS 2TV   | 2020년 1월 28일 ~ 2020년 2월 6일                                                                        | 매주 수요일 밤 12:30 ~ 12:55                      | 25분      |
| KBS 2TV   | 2020년 1월 28일 ~ 2020년 2월 6일                                                                        | 매주 목요일 밤 12:40 ~ 새벽 1:05                  | 25분      |
| KBS 2TV   | 2020년 2월 10일 ~ 2020년 2월 13일                                                                       | 매주 월요일 밤 11:40 ~ 12:05                      | 25분      |
| KBS 2TV   | 2020년 2월 10일 ~ 2020년 2월 13일                                                                       | 매주 화요일 밤 12:10 ~ 12:35                      | 25분      |
| KBS 2TV   | 2020년 2월 10일 ~ 2020년 2월 13일                                                                       | 매주 수요일 밤 12:30 ~ 12:55                      | 25분      |
| KBS 2TV   | 2020년 2월 10일 ~ 2020년 2월 13일                                                                       | 매주 목요일 밤 12:40 ~ 새벽 1:05                  | 25분      |
| KBS 2TV   | 2020년 2월 17일 ~ 2020년 2월 20일                                                                       | 매주 월요일 밤 12:50 ~ 새벽 1:15                  | 25분      |
| KBS 2TV   | 2020년 2월 17일 ~ 2020년 2월 20일                                                                       | 매주 화요일 밤 12:20 ~ 12:45                      | 25분      |
| KBS 2TV   | 2020년 2월 17일 ~ 2020년 2월 20일                                                                       | 매주 수요일 밤 12:30 ~ 12:55                      | 25분      |
| KBS 2TV   | 2020년 2월 17일 ~ 2020년 2월 20일                                                                       | 매주 목요일 밤 12:40 ~ 새벽 1:05                  | 25분      |
| KBS 2TV   | 2020년 2월 25일 ~ 2020년 2월 27일                                                                       | 매주 화요일 밤 12:20 ~ 12:45                      | 25분      |
| KBS 2TV   | 2020년 2월 25일 ~ 2020년 2월 27일                                                                       | 매주 수요일 밤 12:25 ~ 12:50                      | 25분      |
| KBS 2TV   | 2020년 2월 25일 ~ 2020년 2월 27일                                                                       | 매주 목요일 밤 12:40 ~ 새벽 1:05                  | 25분      |
| KBS 2TV   | 2020년 3월 2일 ~ 2020년 3월 5일                                                                         | 매주 월요일 밤 12:40 ~ 새벽 1:05                  | 25분      |
| KBS 2TV   | 2020년 3월 2일 ~ 2020년 3월 5일                                                                         | 매주 화요일 밤 12:10 ~ 12:35                      | 25분      |
| KBS 2TV   | 2020년 3월 2일 ~ 2020년 3월 5일                                                                         | 매주 수요일 밤 12:30 ~ 12:55                      | 25분      |
| KBS 2TV   | 2020년 3월 2일 ~ 2020년 3월 5일                                                                         | 매주 목요일 밤 12:40 ~ 새벽 1:05                  | 25분      |
| KBS 2TV   | 2020년 3월 9일 ~ 2020년 3월 12일                                                                        | 매주 월요일 밤 12:40 ~ 새벽 1:05                  | 25분      |
| KBS 2TV   | 2020년 3월 9일 ~ 2020년 3월 12일                                                                        | 매주 화요일 밤 12:10 ~ 12:35                      | 25분      |
| KBS 2TV   | 2020년 3월 9일 ~ 2020년 3월 12일                                                                        | 매주 수요일 밤 12:15 ~ 12:40                      | 25분      |
| KBS 2TV   | 2020년 3월 9일 ~ 2020년 3월 12일                                                                        | 매주 목요일 밤 12:40 ~ 새벽 1:05                  | 25분      |
| KBS 2TV   | 2020년 4월 6일 ~ 2020년 4월 10일                                                                        | 매주 월요일 밤 12:40 ~ 새벽 1:05                  | 25분      |
| KBS 2TV   | 2020년 4월 6일 ~ 2020년 4월 10일                                                                        | 매주 화요일, 목요일 밤 12:20 ~ 12:45              | 25분      |
| KBS 2TV   | 2020년 4월 6일 ~ 2020년 4월 10일                                                                        | 매주 수요일 밤 12:15 ~ 12:40                      | 25분      |
| KBS 2TV   | 2020년 4월 13일 ~ 2020년 6월 4일                                                                        | 매주 월요일 밤 12:40 ~ 새벽 1:05                  | 25분      |
| KBS 2TV   | 2020년 4월 13일 ~ 2020년 6월 4일                                                                        | 매주 화요일 밤 12:20 ~ 12:45                      | 25분      |
| KBS 2TV   | 2020년 4월 13일 ~ 2020년 6월 4일                                                                        | 매주 수요일 밤 12:15 ~ 12:40                      | 25분      |
| KBS 2TV   | 2020년 4월 13일 ~ 2020년 6월 4일                                                                        | 매주 목요일 밤 12:25 ~ 12:50                      | 25분      |
| KBS 2TV   | 2020년 6월 8일 ~ 2020년 6월 11일                                                                        | 매주 월요일 밤 12:40 ~ 새벽 1:05                  | 25분      |
| KBS 2TV   | 2020년 6월 8일 ~ 2020년 6월 11일                                                                        | 매주 화요일 새벽 1:00 ~ 1:25                      | 25분      |
| KBS 2TV   | 2020년 6월 8일 ~ 2020년 6월 11일                                                                        | 매주 수요일 밤 12:20 ~ 12:45                      | 25분      |
| KBS 2TV   | 2020년 6월 8일 ~ 2020년 6월 11일                                                                        | 매주 목요일 밤 12:25 ~ 12:50                      | 25분      |
| KBS 2TV   | 2020년 6월 15일 ~ 2020년 6월 18일                                                                       | 매주 월요일 밤 12:40 ~ 새벽 1:05                  | 25분      |
| KBS 2TV   | 2020년 6월 15일 ~ 2020년 6월 18일                                                                       | 매주 화요일 새벽 1:10 ~ 1:35                      | 25분      |
| KBS 2TV   | 2020년 6월 15일 ~ 2020년 6월 18일                                                                       | 매주 수요일 밤 12:20 ~ 12:45                      | 25분      |
| KBS 2TV   | 2020년 6월 15일 ~ 2020년 6월 18일                                                                       | 매주 목요일 밤 12:25 ~ 12:50                      | 25분      |
| KBS 2TV   | 2020년 6월 22일 ~ 2020년 6월 25일                                                                       | 매주 월요일 밤 12:30 ~ 12:55                      | 25분      |
| KBS 2TV   | 2020년 6월 22일 ~ 2020년 6월 25일                                                                       | 매주 화요일 밤 12:50 ~ 새벽 1:15                  | 25분      |
| KBS 2TV   | 2020년 6월 22일 ~ 2020년 6월 25일                                                                       | 매주 수요일 밤 12:20 ~ 12:45                      | 25분      |
| KBS 2TV   | 2020년 6월 22일 ~ 2020년 6월 25일                                                                       | 매주 목요일 밤 12:25 ~ 12:50                      | 25분      |
| KBS 2TV   | 2020년 6월 29일 ~ 2020년 7월 2일                                                                        | 매주 월요일 밤 12:00 ~ 12:25                      | 25분      |
| KBS 2TV   | 2020년 6월 29일 ~ 2020년 7월 2일                                                                        | 매주 화요일 밤 11:40 ~ 12:05                      | 25분      |
| KBS 2TV   | 2020년 6월 29일 ~ 2020년 7월 2일                                                                        | 매주 수요일 밤 11:50 ~ 12:15                      | 25분      |
| KBS 2TV   | 2020년 6월 29일 ~ 2020년 7월 2일                                                                        | 매주 목요일 밤 11:55 ~ 12:20                      | 25분      |
| KBS 2TV   | 2020년 7월 6일 ~ 2020년 8월 20일                                                                        | 매주 월요일 밤 12:10 ~ 12:35                      | 25분      |
| KBS 2TV   | 2020년 7월 6일 ~ 2020년 8월 20일                                                                        | 매주 화요일, 수요일 밤 11:50 ~ 12:15              | 25분      |
| KBS 2TV   | 2020년 7월 6일 ~ 2020년 8월 20일                                                                        | 매주 목요일 밤 11:55 ~ 12:20                      | 25분      |
| KBS 2TV   | 2020년 8월 24일 ~ 2020년 8월 27일                                                                       | 매주 월요일 밤 12:05 ~ 12:30                      | 25분      |
| KBS 2TV   | 2020년 8월 24일 ~ 2020년 8월 27일                                                                       | 매주 화요일 밤 11:55 ~ 12:20                      | 25분      |
| KBS 2TV   | 2020년 8월 24일 ~ 2020년 8월 27일                                                                       | 매주 수요일 밤 11:45 ~ 12:10                      | 25분      |
| KBS 2TV   | 2020년 8월 24일 ~ 2020년 8월 27일                                                                       | 매주 목요일 밤 11:50 ~ 12:15                      | 25분      |
| KBS 2TV   | 2020년 8월 31일 ~ 2020년 9월 3일                                                                        | 매주 월요일 밤 12:10 ~ 12:35                      | 25분      |
| KBS 2TV   | 2020년 8월 31일 ~ 2020년 9월 3일                                                                        | 매주 화요일 밤 12:00 ~ 12:25                      | 25분      |
| KBS 2TV   | 2020년 8월 31일 ~ 2020년 9월 3일                                                                        | 매주 수요일 밤 12:20 ~ 12:45                      | 25분      |
| KBS 2TV   | 2020년 8월 31일 ~ 2020년 9월 3일                                                                        | 매주 목요일 밤 11:50 ~ 12:15                      | 25분      |
| KBS 2TV   | 2020년 9월 7일 ~ 2020년 9월 14일                                                                        | 매주 월요일 밤 12:05 ~ 12:30                      | 25분      |
| KBS 2TV   | 2020년 9월 7일 ~ 2020년 9월 14일                                                                        | 매주 화요일 밤 11:55 ~ 12:20                      | 25분      |
| KBS 2TV   | 2020년 9월 7일 ~ 2020년 9월 14일                                                                        | 매주 수요일 밤 12:20 ~ 12:45                      | 25분      |
| KBS 2TV   | 2020년 9월 7일 ~ 2020년 9월 14일                                                                        | 매주 목요일 밤 12:00 ~ 12:25                      | 25분      |
| KBS 2TV   | 2020년 9월 21일 ~ 2020년 9월 29일                                                                       | 매주 월요일, 수요일 밤 12:10 ~ 12:35              | 25분      |
| KBS 2TV   | 2020년 9월 21일 ~ 2020년 9월 29일                                                                       | 매주 화요일 밤 12:00 ~ 12:25                      | 25분      |
| KBS 2TV   | 2020년 9월 21일 ~ 2020년 9월 29일                                                                       | 매주 목요일 밤 11:50 ~ 12:15                      | 25분      |
| KBS 2TV   | 2020년 10월 5일 ~ 2020년 10월 29일                                                                      | 매주 월요일 밤 12:10 ~ 12:35                      | 25분      |
| KBS 2TV   | 2020년 10월 5일 ~ 2020년 10월 29일                                                                      | 매주 화요일 밤 12:00 ~ 12:25                      | 25분      |
| KBS 2TV   | 2020년 10월 5일 ~ 2020년 10월 29일                                                                      | 매주 수요일 밤 12:15 ~ 12:40                      | 25분      |
| KBS 2TV   | 2020년 10월 5일 ~ 2020년 10월 29일                                                                      | 매주 목요일 밤 11:55 ~ 12:20                      | 25분      |
| KBS 2TV   | 2020년 11월 2일 ~ 2020년 12월 29일                                                                      | 매주 월요일 밤 12:10 ~ 12:35                      | 25분      |
| KBS 2TV   | 2020년 11월 2일 ~ 2020년 12월 29일                                                                      | 매주 화요일 밤 12:00 ~ 12:25                      | 25분      |
| KBS 2TV   | 2020년 11월 2일 ~ 2020년 12월 29일                                                                      | 매주 수요일 밤 12:15 ~ 12:40                      | 25분      |
| KBS 2TV   | 2020년 11월 2일 ~ 2020년 12월 29일                                                                      | 매주 목요일 밤 11:50 ~ 12:15                      | 25분      |
| KBS 2TV   | 2021년 1월 4일 ~ 2021년 1월 28일 2021년 2월 15일 ~ 2021년 2월 25일                                      | 매주 월요일 밤 12:10 ~ 12:35                      | 25분      |
| KBS 2TV   | 2021년 1월 4일 ~ 2021년 1월 28일 2021년 2월 15일 ~ 2021년 2월 25일                                      | 매주 화요일 밤 12:00 ~ 12:25                      | 25분      |
| KBS 2TV   | 2021년 1월 4일 ~ 2021년 1월 28일 2021년 2월 15일 ~ 2021년 2월 25일                                      | 매주 수요일 밤 12:30 ~ 12:55                      | 25분      |
| KBS 2TV   | 2021년 1월 4일 ~ 2021년 1월 28일 2021년 2월 15일 ~ 2021년 2월 25일                                      | 매주 목요일 밤 11:50 ~ 12:15                      | 25분      |
| KBS 2TV   | 2021년 2월 1일 ~ 2021년 2월 9일                                                                         | 매주 월요일 밤 12:10 ~ 12:35                      | 25분      |
| KBS 2TV   | 2021년 2월 1일 ~ 2021년 2월 9일                                                                         | 매주 화요일 밤 12:00 ~ 12:25                      | 25분      |
| KBS 2TV   | 2021년 2월 1일 ~ 2021년 2월 9일                                                                         | 매주 수요일 새벽 1:00 ~ 1:25                      | 25분      |
| KBS 2TV   | 2021년 2월 1일 ~ 2021년 2월 9일                                                                         | 매주 목요일 밤 11:50 ~ 12:15                      | 25분      |
| KBS 2TV   | 2021년 3월 1일 ~ 2021년 3월 4일                                                                         | 매주 월요일 ~ 화요일 밤 12:10 ~ 12:35             | 25분      |
| KBS 2TV   | 2021년 3월 1일 ~ 2021년 3월 4일                                                                         | 매주 수요일 새벽 1:00 ~ 1:25                      | 25분      |
| KBS 2TV   | 2021년 3월 1일 ~ 2021년 3월 4일                                                                         | 매주 목요일 밤 11:50 ~ 12:15                      | 25분      |
| KBS 2TV   | 2021년 3월 8일 ~ 2021년 3월 11일                                                                        | 매주 월요일 ~ 화요일 밤 12:10 ~ 12:35             | 25분      |
| KBS 2TV   | 2021년 3월 8일 ~ 2021년 3월 11일                                                                        | 매주 수요일 밤 11:55 ~ 12:20                      | 25분      |
| KBS 2TV   | 2021년 3월 8일 ~ 2021년 3월 11일                                                                        | 매주 목요일 밤 11:50 ~ 12:15                      | 25분      |
| KBS 2TV   | 2021년 3월 15일 ~ 2021년 3월 25일                                                                       | 매주 월요일 ~ 화요일 밤 12:10 ~ 12:35             | 25분      |
| KBS 2TV   | 2021년 3월 15일 ~ 2021년 3월 25일                                                                       | 매주 수요일 밤 12:35 ~ 새벽 1:00                  | 25분      |
| KBS 2TV   | 2021년 3월 15일 ~ 2021년 3월 25일                                                                       | 매주 목요일 밤 11:50 ~ 12:15                      | 25분      |
| KBS 2TV   | 2021년 3월 29일 ~ 2021년 5월 6일                                                                        | 매주 월요일 ~ 화요일 밤 12:10 ~ 12:35             | 25분      |
| KBS 2TV   | 2021년 3월 29일 ~ 2021년 5월 6일                                                                        | 매주 수요일 밤 12:20 ~ 12:45                      | 25분      |
| KBS 2TV   | 2021년 3월 29일 ~ 2021년 5월 6일                                                                        | 매주 목요일 밤 12:15 ~ 12:40                      | 25분      |
| KBS 2TV   | 2021년 5월 10일 ~ 2021년 6월 3일                                                                        | 매주 월요일 ~ 화요일 밤 12:10 ~ 12:35             | 25분      |
| KBS 2TV   | 2021년 5월 10일 ~ 2021년 6월 3일                                                                        | 매주 수요일 밤 12:20 ~ 12:45                      | 25분      |
| KBS 2TV   | 2021년 5월 10일 ~ 2021년 6월 3일                                                                        | 매주 목요일 밤 12:25 ~ 12:50                      | 25분      |
| KBS 2TV   | 2021년 6월 7일 ~ 2021년 6월 10일                                                                        | 매주 월요일 ~ 화요일 밤 12:10 ~ 12:35             | 25분      |
| KBS 2TV   | 2021년 6월 7일 ~ 2021년 6월 10일                                                                        | 매주 수요일 밤 12:20 ~ 12:45                      | 25분      |
| KBS 2TV   | 2021년 6월 7일 ~ 2021년 6월 10일                                                                        | 매주 목요일 밤 12:15 ~ 12:40                      | 25분      |
| KBS 2TV   | 2021년 6월 14일 ~ 2021년 6월 24일                                                                       | 매주 월요일 ~ 화요일 밤 12:10 ~ 12:35             | 25분      |
| KBS 2TV   | 2021년 6월 14일 ~ 2021년 6월 24일                                                                       | 매주 수요일 밤 12:05 ~ 12:30                      | 25분      |
| KBS 2TV   | 2021년 6월 14일 ~ 2021년 6월 24일                                                                       | 매주 목요일 밤 12:00 ~ 12:25                      | 25분      |
| KBS 2TV   | 2021년 6월 28일 ~ 2021년 7월 1일                                                                        | 매주 월요일 ~ 화요일 밤 12:10 ~ 12:35             | 25분      |
| KBS 2TV   | 2021년 6월 28일 ~ 2021년 7월 1일                                                                        | 매주 수요일 밤 12:05 ~ 12:30                      | 25분      |
| KBS 2TV   | 2021년 6월 28일 ~ 2021년 7월 1일                                                                        | 매주 목요일 밤 12:10 ~ 12:35                      | 25분      |
| KBS 2TV   | 2021년 8월 16일 ~ 2021년 9월 14일                                                                       | 매주 월요일 ~ 화요일 밤 12:10 ~ 12:35             | 25분      |
| KBS 2TV   | 2021년 8월 16일 ~ 2021년 9월 14일                                                                       | 매주 수요일 밤 12:15 ~ 12:40                      | 25분      |
| KBS 2TV   | 2021년 8월 16일 ~ 2021년 9월 14일                                                                       | 매주 목요일 밤 12:35 ~ 새벽 1:00                  | 25분      |
| KBS 2TV   | 2021년 9월 23일 ~ 2021년 10월 7일                                                                       | 매주 월요일 ~ 화요일 밤 12:10 ~ 12:35             | 25분      |
| KBS 2TV   | 2021년 9월 23일 ~ 2021년 10월 7일                                                                       | 매주 수요일 밤 12:15 ~ 12:40                      | 25분      |
| KBS 2TV   | 2021년 9월 23일 ~ 2021년 10월 7일                                                                       | 매주 목요일 밤 11:55 ~ 12:20                      | 25분      |
| KBS 2TV   | 2021년 10월 11일 ~ 2021년 10월 21일                                                                     | 매주 월요일 ~ 화요일 밤 12:20 ~ 12:45             | 25분      |
| KBS 2TV   | 2021년 10월 11일 ~ 2021년 10월 21일                                                                     | 매주 수요일 밤 12:05 ~ 12:30                      | 25분      |
| KBS 2TV   | 2021년 10월 11일 ~ 2021년 10월 21일                                                                     | 매주 목요일 밤 11:40 ~ 12:05                      | 25분      |
| KBS 2TV   | 2021년 10월 25일 ~ 2021년 10월 28일                                                                     | 매주 월요일 ~ 화요일 밤 12:15 ~ 12:40             | 25분      |
| KBS 2TV   | 2021년 10월 25일 ~ 2021년 10월 28일                                                                     | 매주 수요일 밤 12:05 ~ 12:30                      | 25분      |
| KBS 2TV   | 2021년 10월 25일 ~ 2021년 10월 28일                                                                     | 매주 목요일 밤 11:40 ~ 12:05                      | 25분      |
| KBS 2TV   | 2021년 11월 1일 ~ 2021년 11월 4일                                                                       | 매주 월요일 밤 12:30 ~ 12:55                      | 25분      |
| KBS 2TV   | 2021년 11월 1일 ~ 2021년 11월 4일                                                                       | 매주 수요일 밤 12:25 ~ 12:50                      | 25분      |
| KBS 2TV   | 2021년 11월 1일 ~ 2021년 11월 4일                                                                       | 매주 수요일 밤 12:40 ~ 새벽 1:05                  | 25분      |
| KBS 2TV   | 2021년 11월 1일 ~ 2021년 11월 4일                                                                       | 매주 목요일 밤 11:50 ~ 12:15                      | 25분      |
| KBS 2TV   | 2021년 11월 8일 ~ 2021년 11월 11일                                                                      | 매주 월요일 밤 12:15 ~ 12:40                      | 25분      |
| KBS 2TV   | 2021년 11월 8일 ~ 2021년 11월 11일                                                                      | 매주 수요일 밤 12:45 ~새벽 1:10                   | 25분      |
| KBS 2TV   | 2021년 11월 8일 ~ 2021년 11월 11일                                                                      | 매주 수요일 밤 12:40 ~ 새벽 1:05                  | 25분      |
| KBS 2TV   | 2021년 11월 8일 ~ 2021년 11월 11일                                                                      | 매주 목요일 밤 11:50 ~ 12:15                      | 25분      |
| KBS 2TV   | 2021년 11월 15일 ~ 2021년 12월 16일                                                                     | 매주 월요일 ~ 화요일 밤 12:45 ~ 새벽 1:15         | 25분      |
| KBS 2TV   | 2021년 11월 15일 ~ 2021년 12월 16일                                                                     | 매주 수요일 밤 12:25 ~ 12:50                      | 25분      |
| KBS 2TV   | 2021년 11월 15일 ~ 2021년 12월 16일                                                                     | 매주 목요일 밤 11:50 ~ 12:15                      | 25분      |
| KBS 2TV   | 2021년 12월 20일 ~ 2021년 12월 29일                                                                     | 매주 월요일 ~ 화요일 밤 12:50 ~ 새벽 1:20         | 25분      |
| KBS 2TV   | 2021년 12월 20일 ~ 2021년 12월 29일                                                                     | 매주 수요일 밤 12:25 ~ 12:50                      | 25분      |
| KBS 2TV   | 2021년 12월 20일 ~ 2021년 12월 29일                                                                     | 매주 목요일 밤 11:35 ~ 12:00                      | 25분      |
| KBS 2TV   | 2022년 1월 3일 ~ 2022년 3월 3일                                                                         | 매주 월요일 ~ 화요일 밤 12:10 ~ 12:35             | 25분      |
| KBS 2TV   | 2022년 1월 3일 ~ 2022년 3월 3일                                                                         | 매주 수요일 밤 12:25 ~ 12:50                      | 25분      |
| KBS 2TV   | 2022년 1월 3일 ~ 2022년 3월 3일                                                                         | 매주 목요일 밤 11:40 ~ 12:05                      | 25분      |
| KBS 2TV   | 2022년 3월 7일 ~ 2022년 3월 10일                                                                        | 매주 월요일 ~ 화요일 밤 12:20 ~ 12:45             | 25분      |
| KBS 2TV   | 2022년 3월 7일 ~ 2022년 3월 10일                                                                        | 매주 수요일 밤 12:25 ~ 12:50                      | 25분      |
| KBS 2TV   | 2022년 3월 7일 ~ 2022년 3월 10일                                                                        | 매주 목요일 밤 11:40 ~ 12:05                      | 25분      |
| KBS 2TV   | 2022년 3월 14일 ~ 2022년 3월 31일 2022년 4월 11일 ~ 2022년 4월 14일                                     | 매주 월요일 ~ 화요일 밤 12:10 ~ 12:35             | 25분      |
| KBS 2TV   | 2022년 3월 14일 ~ 2022년 3월 31일 2022년 4월 11일 ~ 2022년 4월 14일                                     | 매주 수요일 밤 12:25 ~ 12:50                      | 25분      |
| KBS 2TV   | 2022년 3월 14일 ~ 2022년 3월 31일 2022년 4월 11일 ~ 2022년 4월 14일                                     | 매주 목요일 밤 11:40 ~ 12:05                      | 25분      |
| KBS 2TV   | 2022년 4월 4일 ~ 2022년 4월 7일                                                                         | 매주 월요일 ~ 화요일 밤 12:10 ~ 12:35             | 25분      |
| KBS 2TV   | 2022년 4월 4일 ~ 2022년 4월 7일                                                                         | 매주 수요일 밤 12:25 ~ 12:50                      | 25분      |
| KBS 2TV   | 2022년 4월 4일 ~ 2022년 4월 7일                                                                         | 매주 목요일 밤 11:55 ~ 12:20                      | 25분      |
| KBS 2TV   | 2022년 4월 18일 ~ 2022년 4월 21일                                                                       | 매주 월요일 ~ 화요일 밤 12:10 ~ 12:35             | 25분      |
| KBS 2TV   | 2022년 4월 18일 ~ 2022년 4월 21일                                                                       | 매주 수요일 밤 12:25 ~ 12:50                      | 25분      |
| KBS 2TV   | 2022년 4월 18일 ~ 2022년 4월 21일                                                                       | 매주 목요일 밤 12:10 ~ 12:35                      | 25분      |
| KBS 2TV   | 2022년 4월 25일 ~ 2022년 4월 28일                                                                       | 매주 월요일 ~ 화요일 밤 12:10 ~ 12:35             | 25분      |
| KBS 2TV   | 2022년 4월 25일 ~ 2022년 4월 28일                                                                       | 매주 수요일 밤 12:25 ~ 12:50                      | 25분      |
| KBS 2TV   | 2022년 4월 25일 ~ 2022년 4월 28일                                                                       | 매주 목요일 밤 12:00 ~ 12:25                      | 25분      |
| KBS 2TV   | 2022년 5월 2일 ~ 2022년 5월 5일                                                                         | 매주 월요일, 수요일 밤 12:25 ~ 12:50              | 25분      |
| KBS 2TV   | 2022년 5월 2일 ~ 2022년 5월 5일                                                                         | 매주 화요일 밤 12:10 ~ 12:35                      | 25분      |
| KBS 2TV   | 2022년 5월 2일 ~ 2022년 5월 5일                                                                         | 매주 목요일 밤 12:00 ~ 12:25                      | 25분      |
| KBS 2TV   | 2022년 5월 9일 ~ 2022년 5월 12일                                                                        | 매주 월요일 밤 12:10 ~ 12:35                      | 25분      |
| KBS 2TV   | 2022년 5월 9일 ~ 2022년 5월 12일                                                                        | 매주 화요일 밤 12:05 ~ 12:30                      | 25분      |
| KBS 2TV   | 2022년 5월 9일 ~ 2022년 5월 12일                                                                        | 매주 수요일 밤 12:25 ~ 12:50                      | 25분      |
| KBS 2TV   | 2022년 5월 9일 ~ 2022년 5월 12일                                                                        | 매주 목요일 밤 12:00 ~ 12:25                      | 25분      |
| KBS 2TV   | 2022년 5월 16일 ~ 2022년 5월 12일                                                                       | 매주 월요일 밤 12:10 ~ 12:35                      | 25분      |
| KBS 2TV   | 2022년 5월 16일 ~ 2022년 5월 12일                                                                       | 매주 화요일, 목요일 밤 12:00 ~ 12:25              | 25분      |
| KBS 2TV   | 2022년 5월 16일 ~ 2022년 5월 12일                                                                       | 매주 수요일 밤 12:25 ~ 12:50                      | 25분      |
| KBS 2TV   | 2022년 5월 23일 ~ 2022년 5월 26일                                                                       | 매주 월요일 ~ 화요일 밤 12:10 ~ 12:35             | 25분      |
| KBS 2TV   | 2022년 5월 23일 ~ 2022년 5월 26일                                                                       | 매주 화요일 밤 12:05 ~ 12:30                      | 25분      |
| KBS 2TV   | 2022년 5월 23일 ~ 2022년 5월 26일                                                                       | 매주 수요일 밤 12:35 ~ 새벽 1:00                  | 25분      |
| KBS 2TV   | 2022년 5월 23일 ~ 2022년 5월 26일                                                                       | 매주 목요일 밤 12:00 ~ 12:25                      | 25분      |
| KBS 2TV   | 2022년 5월 30일 ~ 2022년 6월 2일                                                                        | 매주 월요일 밤 12:10 ~ 12:35                      | 25분      |
| KBS 2TV   | 2022년 5월 30일 ~ 2022년 6월 2일                                                                        | 매주 화요일, 목요일 밤 12:00 ~ 12:25              | 25분      |
| KBS 2TV   | 2022년 5월 30일 ~ 2022년 6월 2일                                                                        | 매주 수요일 밤 12:35 ~ 새벽 1:00                  | 25분      |
| KBS 2TV   | 2022년 6월 6일 ~ 2022년 6월 8일                                                                         | 매주 월요일 밤 12:10 ~ 12:35                      | 25분      |
| KBS 2TV   | 2022년 6월 6일 ~ 2022년 6월 8일                                                                         | 매주 화요일 밤 12:00 ~ 12:25                      | 25분      |
| KBS 2TV   | 2022년 6월 6일 ~ 2022년 6월 8일                                                                         | 매주 수요일 밤 12:35 ~ 새벽 1:00                  | 25분      |
| KBS 2TV   | 2022년 6월 13일 ~ 2022년 6월 16일                                                                       | 매주 월요일 밤 12:25 ~ 12:50                      | 25분      |
| KBS 2TV   | 2022년 6월 13일 ~ 2022년 6월 16일                                                                       | 매주 화요일 밤 12:00 ~ 12:25                      | 25분      |
| KBS 2TV   | 2022년 6월 13일 ~ 2022년 6월 16일                                                                       | 매주 수요일 밤 12:40 ~ 새벽 1:05                  | 25분      |
| KBS 2TV   | 2022년 6월 13일 ~ 2022년 6월 16일                                                                       | 매주 목요일 밤 12:05 ~ 12:30                      | 25분      |
| KBS 2TV   | 2022년 6월 20일 ~ 2022년 6월 23일                                                                       | 매주 월요일 밤 12:15 ~ 12:40                      | 25분      |
| KBS 2TV   | 2022년 6월 20일 ~ 2022년 6월 23일                                                                       | 매주 화요일 밤 12:05 ~ 12:30                      | 25분      |
| KBS 2TV   | 2022년 6월 20일 ~ 2022년 6월 23일                                                                       | 매주 수요일 밤 12:35 ~ 새벽 1:00                  | 25분      |
| KBS 2TV   | 2022년 6월 20일 ~ 2022년 6월 23일                                                                       | 매주 목요일 밤 12:00 ~ 12:25                      | 25분      |
| KBS 2TV   | 2022년 6월 27일 ~ 2022년 6월 30일                                                                       | 매주 월요일 밤 12:40 ~ 새벽 1:05                  | 25분      |
| KBS 2TV   | 2022년 6월 27일 ~ 2022년 6월 30일                                                                       | 매주 화요일 밤 12:25 ~ 12:50                      | 25분      |
| KBS 2TV   | 2022년 6월 27일 ~ 2022년 6월 30일                                                                       | 매주 수요일 밤 12:35 ~ 새벽 1:00                  | 25분      |
| KBS 2TV   | 2022년 6월 27일 ~ 2022년 6월 30일                                                                       | 매주 목요일 밤 12:00 ~ 12:25                      | 25분      |
| KBS 2TV   | 2022년 7월 4일 ~ 2022년 7월 7일                                                                         | 매주 월요일 밤 12:30 ~ 12:55                      | 25분      |
| KBS 2TV   | 2022년 7월 4일 ~ 2022년 7월 7일                                                                         | 매주 화요일 밤 12:20 ~ 12:45                      | 25분      |
| KBS 2TV   | 2022년 7월 4일 ~ 2022년 7월 7일                                                                         | 매주 수요일 밤 12:35 ~ 새벽 1:00                  | 25분      |
| KBS 2TV   | 2022년 7월 4일 ~ 2022년 7월 7일                                                                         | 매주 목요일 밤 12:00 ~ 12:25                      | 25분      |
| KBS 2TV   | 2022년 7월 12일 ~ 2022년 7월 29일                                                                       | 매주 화요일 오전 12:30 ~ 12:55                    | 25분      |
| KBS 2TV   | 2022년 7월 12일 ~ 2022년 7월 29일                                                                       | 매주 수요일 오전 12:15 ~ 12:40                    | 25분      |
| KBS 2TV   | 2022년 7월 12일 ~ 2022년 7월 29일                                                                       | 매주 목요일 오전 12:35 ~ 새벽 1:00                | 25분      |
| KBS 2TV   | 2022년 7월 12일 ~ 2022년 7월 29일                                                                       | 매주 금요일 오전 12:00 ~ 12:25                    | 25분      |
| KBS 2TV   | 2022년 8월 2일 ~ 2022년 8월 19일                                                                        | 매주 화요일 오전 12:30 ~ 12:55                    | 25분      |
| KBS 2TV   | 2022년 8월 2일 ~ 2022년 8월 19일                                                                        | 매주 수요일 오전 12:15 ~ 12:40                    | 25분      |
| KBS 2TV   | 2022년 8월 2일 ~ 2022년 8월 19일                                                                        | 매주 목요일 오전 12:35 ~ 1:00                     | 25분      |
| KBS 2TV   | 2022년 8월 2일 ~ 2022년 8월 19일                                                                        | 매주 금요일 오전 12:05 ~ 12:30                    | 25분      |
| KBS 2TV   | 2022년 8월 22일 ~ 2022년 8월 25일                                                                       | 매주 월요일 밤 12:30 ~ 12:55                      | 25분      |
| KBS 2TV   | 2022년 8월 22일 ~ 2022년 8월 25일                                                                       | 매주 화요일 밤 12:15 ~ 12:40                      | 25분      |
| KBS 2TV   | 2022년 8월 22일 ~ 2022년 8월 25일                                                                       | 매주 수요일 밤 12:20 ~ 12:45                      | 25분      |
| KBS 2TV   | 2022년 8월 22일 ~ 2022년 8월 25일                                                                       | 매주 목요일 밤 12:05 ~ 12:30                      | 25분      |
| KBS 2TV   | 2022년 8월 29일 ~ 2022년 9월 1일                                                                        | 매주 월요일 밤 12:30 ~ 12:55                      | 25분      |
| KBS 2TV   | 2022년 8월 29일 ~ 2022년 9월 1일                                                                        | 매주 화요일 밤 12:15 ~ 12:40                      | 25분      |
| KBS 2TV   | 2022년 8월 29일 ~ 2022년 9월 1일                                                                        | 매주 수요일 ~ 목요일 밤 12:10 ~ 12:35             | 25분      |
| KBS 2TV   | 2022년 9월 5일 ~ 2022년 9월 8일                                                                         | 매주 월요일 밤 12:30 ~ 12:55                      | 25분      |
| KBS 2TV   | 2022년 9월 5일 ~ 2022년 9월 8일                                                                         | 매주 화요일 밤 12:25 ~ 12:50                      | 25분      |
| KBS 2TV   | 2022년 9월 5일 ~ 2022년 9월 8일                                                                         | 매주 수요일 밤 12:10 ~ 12:35                      | 25분      |
| KBS 2TV   | 2022년 9월 5일 ~ 2022년 9월 8일                                                                         | 매주 목요일 밤 12:05 ~ 12:30                      | 25분      |
| KBS 2TV   | 2022년 9월 13일 ~ 2022년 9월 15일                                                                       | 매주 화요일 밤 12:20 ~ 12:45                      | 25분      |
| KBS 2TV   | 2022년 9월 13일 ~ 2022년 9월 15일                                                                       | 매주 수요일 ~ 목요일 밤 12:10 ~ 12:35             | 25분      |
| KBS 2TV   | 2022년 9월 19일 ~ 2022년 9월 22일                                                                       | 매주 월요일 밤 12:30 ~ 12:55                      | 25분      |
| KBS 2TV   | 2022년 9월 19일 ~ 2022년 9월 22일                                                                       | 매주 화요일 밤 12:15 ~ 12:40                      | 25분      |
| KBS 2TV   | 2022년 9월 19일 ~ 2022년 9월 22일                                                                       | 매주 수요일 ~ 목요일 밤 12:10 ~ 12:35             | 25분      |
| KBS 2TV   | 2022년 9월 26일 ~ 2022년 9월 29일                                                                       | 매주 월요일 밤 12:30 ~ 12:55                      | 25분      |
| KBS 2TV   | 2022년 9월 26일 ~ 2022년 9월 29일                                                                       | 매주 화요일 밤 12:15 ~ 12:40                      | 25분      |
| KBS 2TV   | 2022년 9월 26일 ~ 2022년 9월 29일                                                                       | 매주 수요일 밤 12:10 ~ 12:35                      | 25분      |
| KBS 2TV   | 2022년 9월 26일 ~ 2022년 9월 29일                                                                       | 매주 목요일 밤 12:05 ~ 12:30                      | 25분      |
| KBS 2TV   | 2022년 10월 3일 ~ 2022년 10월 6일                                                                       | 매주 월요일 밤 12:30 ~ 12:55                      | 25분      |
| KBS 2TV   | 2022년 10월 3일 ~ 2022년 10월 6일                                                                       | 매주 화요일 밤 12:00 ~ 12:25                      | 25분      |
| KBS 2TV   | 2022년 10월 3일 ~ 2022년 10월 6일                                                                       | 매주 수요일 밤 12:15 ~ 12:40                      | 25분      |
| KBS 2TV   | 2022년 10월 3일 ~ 2022년 10월 6일                                                                       | 매주 목요일 밤 12:10 ~ 12:30                      | 25분      |
| KBS 2TV   | 2022년 10월 10일 ~ 2022년 10월 13일                                                                     | 매주 월요일 밤 12:30 ~ 12:55                      | 25분      |
| KBS 2TV   | 2022년 10월 10일 ~ 2022년 10월 13일                                                                     | 매주 화요일 밤 12:00 ~ 12:25                      | 25분      |
| KBS 2TV   | 2022년 10월 10일 ~ 2022년 10월 13일                                                                     | 매주 수요일 밤 12:05 ~ 12:30                      | 25분      |
| KBS 2TV   | 2022년 10월 10일 ~ 2022년 10월 13일                                                                     | 매주 목요일 밤 12:15 ~ 12:40                      | 25분      |
| KBS 2TV   | 2022년 10월 17일 ~ 2022년 10월 27일                                                                     | 매주 월요일 밤 12:30 ~ 12:55                      | 25분      |
| KBS 2TV   | 2022년 10월 17일 ~ 2022년 10월 27일                                                                     | 매주 화요일 밤 12:00 ~ 12:25                      | 25분      |
| KBS 2TV   | 2022년 10월 17일 ~ 2022년 10월 27일                                                                     | 매주 수요일 밤 12:10 ~ 12:35                      | 25분      |
| KBS 2TV   | 2022년 10월 17일 ~ 2022년 10월 27일                                                                     | 매주 목요일 밤 12:15 ~ 12:40                      | 25분      |
| KBS 2TV   | 2022년 10월 31일 ~ 2022년 11월 3일                                                                      | 매주 월요일 밤 12:30 ~ 12:55                      | 25분      |
| KBS 2TV   | 2022년 10월 31일 ~ 2022년 11월 3일                                                                      | 매주 화요일 밤 12:00 ~ 12:25                      | 25분      |
| KBS 2TV   | 2022년 10월 31일 ~ 2022년 11월 3일                                                                      | 매주 수요일 ~ 목요일 밤 12:10 ~ 12:35             | 25분      |
| KBS 2TV   | 2022년 12월 19일 ~ 2022년 12월 22일                                                                     | 매주 월요일 밤 12:40 ~ 새벽 1:05                  | 25분      |
| KBS 2TV   | 2022년 12월 19일 ~ 2022년 12월 22일                                                                     | 매주 화요일 밤 12:30 ~ 12:55                      | 25분      |
| KBS 2TV   | 2022년 12월 19일 ~ 2022년 12월 22일                                                                     | 매주 목요일 밤 12:50 ~ 새벽 1:15                  | 25분      |
| KBS 2TV   | 2022년 12월 26일 ~ 2022년 12월 29일                                                                     | 매주 월요일 밤 12:40 ~ 새벽 1:05                  | 25분      |
| KBS 2TV   | 2022년 12월 26일 ~ 2022년 12월 29일                                                                     | 매주 화요일 밤 12:30 ~ 12:55                      | 25분      |
| KBS 2TV   | 2022년 12월 26일 ~ 2022년 12월 29일                                                                     | 매주 목요일 밤 12:35 ~ 새벽 1:00                  | 25분      |
| KBS 2TV   | 2023년 1월 2일 ~ 2023년 2월 23일                                                                        | 매주 월요일 밤 12:40 ~ 새벽 1:05                  | 25분      |
| KBS 2TV   | 2023년 1월 2일 ~ 2023년 2월 23일                                                                        | 매주 화요일 밤 12:35 ~ 새벽 1:00                  | 25분      |
| KBS 2TV   | 2023년 1월 2일 ~ 2023년 2월 23일                                                                        | 매주 수요일 밤 12:10 ~ 12:35                      | 25분      |
| KBS 2TV   | 2023년 1월 2일 ~ 2023년 2월 23일                                                                        | 매주 목요일 밤 12:05 ~ 12:30                      | 25분      |
| KBS 2TV   | 2023년 2월 27일 ~ 2023년 3월 2일                                                                        | 매주 월요일 밤 12:35 ~ 새벽 1:00                  | 25분      |
| KBS 2TV   | 2023년 2월 27일 ~ 2023년 3월 2일                                                                        | 매주 화요일 밤 12:10 ~ 12:35                      | 25분      |
| KBS 2TV   | 2023년 2월 27일 ~ 2023년 3월 2일                                                                        | 매주 수요일 밤 12:40 ~ 새벽 1:05                  | 25분      |
| KBS 2TV   | 2023년 2월 27일 ~ 2023년 3월 2일                                                                        | 매주 목요일 밤 12:05 ~ 12:30                      | 25분      |
| KBS 2TV   | 2023년 3월 6일 ~ 2023년 3월 9일                                                                         | 매주 월요일 밤 12:45 ~ 새벽 1:10                  | 25분      |
| KBS 2TV   | 2023년 3월 6일 ~ 2023년 3월 9일                                                                         | 매주 화요일 밤 12:30 ~ 12:55                      | 25분      |
| KBS 2TV   | 2023년 3월 6일 ~ 2023년 3월 9일                                                                         | 매주 수요일 밤 12:50 ~ 새벽 1:15                  | 25분      |
| KBS 2TV   | 2023년 3월 6일 ~ 2023년 3월 9일                                                                         | 매주 목요일 밤 12:00 ~ 12:25                      | 25분      |
| KBS 2TV   | 2023년 3월 13일 ~ 2023년 3월 16일                                                                       | 매주 월요일 밤 12:50 ~ 새벽 1:15                  | 25분      |
| KBS 2TV   | 2023년 3월 13일 ~ 2023년 3월 16일                                                                       | 매주 화요일 밤 12:15 ~ 12:40                      | 25분      |
| KBS 2TV   | 2023년 3월 13일 ~ 2023년 3월 16일                                                                       | 매주 수요일 밤 12:25 ~ 12:50                      | 25분      |
| KBS 2TV   | 2023년 3월 13일 ~ 2023년 3월 16일                                                                       | 매주 목요일 밤 12:00 ~ 12:25                      | 25분      |
| KBS 2TV   | 2023년 3월 20일 ~ 2023년 3월 23일                                                                       | 매주 월요일 밤 12:35 ~ 새벽 1:00                  | 25분      |
| KBS 2TV   | 2023년 3월 20일 ~ 2023년 3월 23일                                                                       | 매주 화요일 밤 12:15 ~ 12:40                      | 25분      |
| KBS 2TV   | 2023년 3월 20일 ~ 2023년 3월 23일                                                                       | 매주 수요일 밤 12:35 ~ 새벽 1:00                  | 25분      |
| KBS 2TV   | 2023년 3월 20일 ~ 2023년 3월 23일                                                                       | 매주 목요일 밤 12:40 ~ 새벽 1:05                  | 25분      |
| KBS 2TV   | 2023년 3월 27일 ~ 2023년 3월 30일                                                                       | 매주 월요일 밤 12:40 ~ 새벽 1:05                  | 25분      |
| KBS 2TV   | 2023년 3월 27일 ~ 2023년 3월 30일                                                                       | 매주 화요일 밤 12:15 ~ 12:40                      | 25분      |
| KBS 2TV   | 2023년 3월 27일 ~ 2023년 3월 30일                                                                       | 매주 수요일 밤 12:35 ~ 새벽 1:00                  | 25분      |
| KBS 2TV   | 2023년 3월 27일 ~ 2023년 3월 30일                                                                       | 매주 목요일 밤 12:45 ~ 새벽 1:10                  | 25분      |
| KBS 2TV   | 2023년 4월 3일 ~ 2023년 4월 6일                                                                         | 매주 월요일 밤 12:35 ~ 새벽 1:00                  | 25분      |
| KBS 2TV   | 2023년 4월 3일 ~ 2023년 4월 6일                                                                         | 매주 화요일 밤 12:20 ~ 12:45                      | 25분      |
| KBS 2TV   | 2023년 4월 3일 ~ 2023년 4월 6일                                                                         | 매주 수요일 밤 12:35 ~ 새벽 1:00                  | 25분      |
| KBS 2TV   | 2023년 4월 3일 ~ 2023년 4월 6일                                                                         | 매주 목요일 밤 12:40 ~ 새벽 1:05                  | 25분      |
| KBS 2TV   | 2023년 4월 10일 ~ 2023년 4월 13일                                                                       | 매주 월요일 밤 12:20 ~ 12:45                      | 25분      |
| KBS 2TV   | 2023년 4월 10일 ~ 2023년 4월 13일                                                                       | 매주 화요일 밤 12:15 ~ 12:40                      | 25분      |
| KBS 2TV   | 2023년 4월 10일 ~ 2023년 4월 13일                                                                       | 매주 수요일 밤 12:35 ~ 새벽 1:00                  | 25분      |
| KBS 2TV   | 2023년 4월 10일 ~ 2023년 4월 13일                                                                       | 매주 목요일 밤 12:40 ~ 새벽 1:05                  | 25분      |
| KBS 2TV   | 2023년 4월 17일 ~ 2023년 4월 20일                                                                       | 매주 월요일 밤 12:20 ~ 12:45                      | 25분      |
| KBS 2TV   | 2023년 4월 17일 ~ 2023년 4월 20일                                                                       | 매주 화요일, 목요일 밤 12:30 ~ 12:55              | 25분      |
| KBS 2TV   | 2023년 4월 17일 ~ 2023년 4월 20일                                                                       | 매주 수요일 밤 12:35 ~ 새벽 1:00                  | 25분      |
| KBS 2TV   | 2023년 4월 24일 ~ 2023년 4월 27일                                                                       | 매주 월요일 밤 12:20 ~ 12:45                      | 25분      |
| KBS 2TV   | 2023년 4월 24일 ~ 2023년 4월 27일                                                                       | 매주 화요일 밤 12:00 ~ 12:25                      | 25분      |
| KBS 2TV   | 2023년 4월 24일 ~ 2023년 4월 27일                                                                       | 매주 수요일 밤 12:35 ~ 새벽 1:00                  | 25분      |
| KBS 2TV   | 2023년 4월 24일 ~ 2023년 4월 27일                                                                       | 매주 목요일 밤 12:30 ~ 12:55                      | 25분      |
| KBS 2TV   | 2023년 5월 1일 ~ 2023년 5월 5일                                                                         | 매주 월요일 밤 12:25 ~ 12:50                      | 25분      |
| KBS 2TV   | 2023년 5월 1일 ~ 2023년 5월 5일                                                                         | 매주 화요일 밤 12:30 ~ 12:55                      | 25분      |
| KBS 2TV   | 2023년 5월 1일 ~ 2023년 5월 5일                                                                         | 매주 수요일 밤 12:35 ~ 새벽 1:00                  | 25분      |
| KBS 2TV   | 2023년 5월 1일 ~ 2023년 5월 5일                                                                         | 매주 금요일 새벽 1:05 ~ 1:30                      | 25분      |
| KBS 2TV   | 2023년 5월 8일 ~ 2023년 5월 11일                                                                        | 매주 월요일 밤 12:15 ~ 12:40                      | 25분      |
| KBS 2TV   | 2023년 5월 8일 ~ 2023년 5월 11일                                                                        | 매주 화요일 밤 12:25 ~ 12:50                      | 25분      |
| KBS 2TV   | 2023년 5월 8일 ~ 2023년 5월 11일                                                                        | 매주 수요일 밤 12:35 ~ 새벽 1:00                  | 25분      |
| KBS 2TV   | 2023년 5월 8일 ~ 2023년 5월 11일                                                                        | 매주 목요일 밤 12:30 ~ 12:55                      | 25분      |
| KBS 2TV   | 2023년 5월 15일 ~ 2023년 5월 18일                                                                       | 매주 월요일 밤 12:15 ~ 12:40                      | 25분      |
| KBS 2TV   | 2023년 5월 15일 ~ 2023년 5월 18일                                                                       | 매주 화요일 밤 12:30 ~ 12:55                      | 25분      |
| KBS 2TV   | 2023년 5월 15일 ~ 2023년 5월 18일                                                                       | 매주 수요일 밤 12:35 ~ 새벽 1:00                  | 25분      |
| KBS 2TV   | 2023년 5월 15일 ~ 2023년 5월 18일                                                                       | 매주 목요일 밤 12:30 ~ 12:55                      | 25분      |
| KBS 2TV   | 2023년 5월 22일 ~ 2023년 5월 25일                                                                       | 매주 월요일 밤 12:20 ~ 12:45                      | 25분      |
| KBS 2TV   | 2023년 5월 22일 ~ 2023년 5월 25일                                                                       | 매주 화요일 밤 12:35 ~ 12:50                      | 25분      |
| KBS 2TV   | 2023년 5월 22일 ~ 2023년 5월 25일                                                                       | 매주 수요일 밤 12:35 ~ 새벽 1:00                  | 25분      |
| KBS 2TV   | 2023년 5월 22일 ~ 2023년 5월 25일                                                                       | 매주 목요일 밤 12:25 ~ 12:50                      | 25분      |
| KBS 2TV   | 2023년 5월 29일 ~ 2023년 6월 1일                                                                        | 매주 월요일 밤 12:25 ~ 12:50                      | 25분      |
| KBS 2TV   | 2023년 5월 29일 ~ 2023년 6월 1일                                                                        | 매주 화요일 밤 12:20 ~ 12:45                      | 25분      |
| KBS 2TV   | 2023년 5월 29일 ~ 2023년 6월 1일                                                                        | 매주 수요일 밤 12:10 ~ 12:35                      | 25분      |
| KBS 2TV   | 2023년 5월 29일 ~ 2023년 6월 1일                                                                        | 매주 목요일 밤 12:25 ~ 12:50                      | 25분      |
| KBS 2TV   | 2023년 6월 6일 ~ 2023년 6월 8일                                                                         | 매주 화요일 밤 12:25 ~ 12:50                      | 25분      |
| KBS 2TV   | 2023년 6월 6일 ~ 2023년 6월 8일                                                                         | 매주 수요일 밤 12:20 ~ 12:45                      | 25분      |
| KBS 2TV   | 2023년 6월 6일 ~ 2023년 6월 8일                                                                         | 매주 목요일 밤 12:15 ~ 12:40                      | 25분      |
| KBS 2TV   | 2023년 6월 12일 ~ 2023년 6월 15일                                                                       | 매주 월요일 ~ 화요일 밤 11:55 ~ 12:20             | 25분      |
| KBS 2TV   | 2023년 6월 12일 ~ 2023년 6월 15일                                                                       | 매주 수요일 밤 12:15 ~ 12:40                      | 25분      |
| KBS 2TV   | 2023년 6월 12일 ~ 2023년 6월 15일                                                                       | 매주 목요일 밤 11:50 ~ 12:15                      | 25분      |
| KBS 2TV   | 2023년 6월 19일 ~ 2023년 11월 2일                                                                       | 매주 월요일 ~ 화요일 밤 11:55 ~ 12:20             | 25분      |
| KBS 2TV   | 2023년 6월 19일 ~ 2023년 11월 2일                                                                       | 매주 수요일 ~ 목요일 밤 11:50 ~ 12:15             | 25분      |
| KBS 2TV   | 2023년 11월 6일 ~ 2023년 12월 18일                                                                      | 매주 월요일 ~ 화요일 밤 12:05 ~ 12:30             | 25분      |
| KBS 2TV   | 2023년 11월 6일 ~ 2023년 12월 18일                                                                      | 매주 수요일 ~ 목요일 밤 12:00 ~ 12:25             | 25분      |
| KBS 2TV   | 2024년 1월 2일 ~ 2024년 1월 18일                                                                        | 매주 월요일 ~ 화요일 밤 11:30 ~ 11:55             | 25분      |
| KBS 2TV   | 2024년 1월 2일 ~ 2024년 1월 18일                                                                        | 매주 수요일 ~ 목요일 밤 12:00 ~ 12:25             | 25분      |
| KBS 2TV   | 2024년 1월 22일 ~ 2024년 3월 7일                                                                        | 매주 월요일 ~ 화요일 밤 11:20 ~ 11:45             | 25분      |
| KBS 2TV   | 2024년 1월 22일 ~ 2024년 3월 7일                                                                        | 매주 수요일 ~ 목요일 밤 11:15 ~ 11:40             | 25분      |
| KBS 2TV   | 2024년 3월 11일 ~ 2024년 3월 28일                                                                       | 매주 월요일 밤 11:20 ~ 11:45                      | 25분      |
| KBS 2TV   | 2024년 3월 11일 ~ 2024년 3월 28일                                                                       | 매주 화요일 밤 11:25 ~ 11:50                      | 25분      |
| KBS 2TV   | 2024년 3월 11일 ~ 2024년 3월 28일                                                                       | 매주 수요일 밤 11:10 ~ 11:35                      | 25분      |
| KBS 2TV   | 2024년 3월 11일 ~ 2024년 3월 28일                                                                       | 매주 목요일 밤 11:15 ~ 11:40                      | 25분      |
| KBS 2TV   | 2024년 3월 18일 ~ 2024년 3월 21일                                                                       | 매주 월요일 ~ 화요일 밤 11:30 ~ 11:55             | 25분      |
| KBS 2TV   | 2024년 3월 18일 ~ 2024년 3월 21일                                                                       | 매주 수요일 밤 11:10 ~ 11:35                      | 25분      |
| KBS 2TV   | 2024년 3월 18일 ~ 2024년 3월 21일                                                                       | 매주 목요일 밤 11:15 ~ 11:40                      | 25분      |
| KBS 2TV   | 2024년 3월 25일 ~ 2024년 3월 28일                                                                       | 매주 월요일 밤 12:40 ~ 1:05                       | 25분      |
| KBS 2TV   | 2024년 3월 25일 ~ 2024년 3월 28일                                                                       | 매주 화요일 밤 11:40 ~ 12:05                      | 25분      |
| KBS 2TV   | 2024년 3월 25일 ~ 2024년 3월 28일                                                                       | 매주 수요일 ~ 목요일 밤 11:15 ~ 11:40             | 25분      |
| KBS 2TV   | 2024년 4월 1일 ~ 2024년 5월 9일                                                                         | 매주 월요일 ~ 화요일 밤 11:20 ~ 11:45             | 25분      |
| KBS 2TV   | 2024년 4월 1일 ~ 2024년 5월 9일                                                                         | 매주 수요일 밤 11:10 ~ 11:35                      | 25분      |
| KBS 2TV   | 2024년 4월 1일 ~ 2024년 5월 9일                                                                         | 매주 목요일 밤 11:15 ~ 11:40                      | 25분      |
| KBS 2TV   | 2024년 5월 13일 ~ 2024년 6월 20일                                                                       | 매주 월요일 ~ 화요일 밤 11:25 ~ 11:50             | 25분      |
| KBS 2TV   | 2024년 5월 13일 ~ 2024년 6월 20일                                                                       | 매주 수요일 밤 12:05 ~ 12:30                      | 25분      |
| KBS 2TV   | 2024년 5월 13일 ~ 2024년 6월 20일                                                                       | 매주 목요일 밤 11:15 ~ 11:40                      | 25분      |
| KBS 2TV   | 2024년 6월 24일 ~ 2024년 6월 27일                                                                       | 매주 월요일 ~ 화요일 밤 11:25 ~ 11:50             | 25분      |
| KBS 2TV   | 2024년 6월 24일 ~ 2024년 6월 27일                                                                       | 매주 수요일 밤 11:40 ~ 12:05                      | 25분      |
| KBS 2TV   | 2024년 6월 24일 ~ 2024년 6월 27일                                                                       | 매주 목요일 밤 11:15 ~ 11:40                      | 25분      |
| KBS 2TV   | 2024년 7월 1일 ~ 2024년 7월 11일                                                                        | 매주 월요일 ~ 화요일 밤 11:20 ~ 11:45             | 25분      |
| KBS 2TV   | 2024년 7월 1일 ~ 2024년 7월 11일                                                                        | 매주 수요일 밤 12:10 ~ 12:35                      | 25분      |
| KBS 2TV   | 2024년 7월 1일 ~ 2024년 7월 11일                                                                        | 매주 목요일 밤 11:15 ~ 11:40                      | 25분      |
| KBS 2TV   | 2024년 8월 20일 ~ 2024년 9월 12일                                                                       | 매주 월요일 밤 11:05 ~ 11:30                      | 25분      |
| KBS 2TV   | 2024년 8월 20일 ~ 2024년 9월 12일                                                                       | 매주 화요일 밤 10:45 ~ 11:10                      | 25분      |
| KBS 2TV   | 2024년 8월 20일 ~ 2024년 9월 12일                                                                       | 매주 수요일 ~ 목요일 밤 11:00 ~ 11:25             | 25분      |
| KBS 2TV   | 2024년 9월 19일                                                                                         | 매주 목요일 밤 11:20 ~ 11:45                      | 25분      |
| KBS 2TV   | 2024년 9월 23일 ~ 2024년 9월 26일                                                                       | 매주 월요일 밤 11:25 ~ 11:50                      | 25분      |
| KBS 2TV   | 2024년 9월 23일 ~ 2024년 9월 26일                                                                       | 매주 화요일 밤 11:45 ~ 12:10                      | 25분      |
| KBS 2TV   | 2024년 9월 23일 ~ 2024년 9월 26일                                                                       | 매주 수요일 ~ 목요일 밤 10:55 ~ 11:20             | 25분      |
| KBS 2TV   | 2024년 9월 30일 ~ 2024년 10월 3일                                                                       | 매주 월요일 밤 11:25 ~ 11:50                      | 25분      |
| KBS 2TV   | 2024년 9월 30일 ~ 2024년 10월 3일                                                                       | 매주 화요일 밤 10:45 ~ 11:10                      | 25분      |
| KBS 2TV   | 2024년 9월 30일 ~ 2024년 10월 3일                                                                       | 매주 수요일 ~ 목요일 밤 10:55 ~ 11:20             | 25분      |
| KBS 2TV   | 2024년 10월 7일 ~ 2024년 10월 10일                                                                      | 매주 월요일 밤 11:25 ~ 11:50                      | 25분      |
| KBS 2TV   | 2024년 10월 7일 ~ 2024년 10월 10일                                                                      | 매주 화요일 밤 12:00 ~ 12:25                      | 25분      |
| KBS 2TV   | 2024년 10월 7일 ~ 2024년 10월 10일                                                                      | 매주 수요일 ~ 목요일 밤 10:55 ~ 11:20             | 25분      |
| KBS 2TV   | 2024년 10월 14일 ~ 2024년 10월 17일                                                                     | 매주 월요일 밤 11:25 ~ 11:50                      | 25분      |
| KBS 2TV   | 2024년 10월 14일 ~ 2024년 10월 17일                                                                     | 매주 화요일 밤 11:05 ~ 11:30                      | 25분      |
| KBS 2TV   | 2024년 10월 14일 ~ 2024년 10월 17일                                                                     | 매주 수요일 ~ 목요일 밤 10:55 ~ 11:20             | 25분      |
| KBS 2TV   | 2024년 10월 21일 ~ 2024년 10월 24일                                                                     | 매주 월요일 밤 11:25 ~ 11:50                      | 25분      |
| KBS 2TV   | 2024년 10월 21일 ~ 2024년 10월 24일                                                                     | 매주 화요일 밤 10:45 ~ 11:10                      | 25분      |
| KBS 2TV   | 2024년 10월 21일 ~ 2024년 10월 24일                                                                     | 매주 수요일 ~ 목요일 밤 10:55 ~ 11:20             | 25분      |
| KBS 2TV   | 2024년 10월 28일 ~ 2024년 10월 31일                                                                     | 매주 월요일 밤 12:10 ~ 12:35                      | 25분      |
| KBS 2TV   | 2024년 10월 28일 ~ 2024년 10월 31일                                                                     | 매주 화요일 밤 10:45 ~ 11:10                      | 25분      |
| KBS 2TV   | 2024년 10월 28일 ~ 2024년 10월 31일                                                                     | 매주 수요일 ~ 목요일 밤 11:00 ~ 11:25             | 25분      |
| KBS 2TV   | 2024년 11월 4일 ~ 2024년 11월 7일                                                                       | 매주 월요일 밤 11:55 ~ 12:20                      | 25분      |
| KBS 2TV   | 2024년 11월 4일 ~ 2024년 11월 7일                                                                       | 매주 화요일 밤 12:05 ~ 12:30                      | 25분      |
| KBS 2TV   | 2024년 11월 4일 ~ 2024년 11월 7일                                                                       | 매주 수요일 ~ 목요일 밤 11:00 ~ 11:25             | 25분      |
| KBS 2TV   | 2024년 11월 11일 ~ 2024년 11월 21일                                                                     | 매주 월요일 밤 11:50 ~ 12:15                      | 25분      |
| KBS 2TV   | 2024년 11월 11일 ~ 2024년 11월 21일                                                                     | 매주 화요일 밤 12:05 ~ 12:30                      | 25분      |
| KBS 2TV   | 2024년 11월 11일 ~ 2024년 11월 21일                                                                     | 매주 수요일 ~ 목요일 밤 11:00 ~ 11:25             | 25분      |
| KBS 2TV   | 2024년 11월 25일 ~ 2024년 11월 28일                                                                     | 매주 월요일 오후 11:45 ~ 화요일 오전 12:10        | 25분      |
| KBS 2TV   | 2024년 11월 25일 ~ 2024년 11월 28일                                                                     | 매주 수요일 오전 12:05 ~ 12:30                    | 25분      |
| KBS 2TV   | 2024년 11월 25일 ~ 2024년 11월 28일                                                                     | 매주 수요일 ~ 목요일 밤 11:00 ~ 11:25             | 25분      |
| KBS 2TV   | 2024년 12월 2일 ~ 2024년 12월 5일                                                                       | 매주 월요일 밤 11:55 ~ 12:20                      | 25분      |
| KBS 2TV   | 2024년 12월 2일 ~ 2024년 12월 5일                                                                       | 매주 화요일 밤 12:05 ~ 12:30                      | 25분      |
| KBS 2TV   | 2024년 12월 2일 ~ 2024년 12월 5일                                                                       | 매주 수요일 ~ 목요일 밤 11:00 ~ 11:25             | 25분      |
| KBS 2TV   | 2024년 12월 9일 ~ 2024년 12월 12일                                                                      | 매주 월요일 ~ 화요일 밤 12:10 ~ 12:35             | 25분      |
| KBS 2TV   | 2024년 12월 9일 ~ 2024년 12월 12일                                                                      | 매주 수요일 ~ 목요일 밤 11:00 ~ 11:25             | 25분      |
| KBS 2TV   | 2024년 12월 16일 ~ 2024년 12월 19일                                                                     | 매주 월요일 밤 11:05 ~ 11:30                      | 25분      |
| KBS 2TV   | 2024년 12월 16일 ~ 2024년 12월 19일                                                                     | 매주 화요일 밤 12:10 ~ 12:35                      | 25분      |
| KBS 2TV   | 2024년 12월 16일 ~ 2024년 12월 19일                                                                     | 매주 수요일 ~ 목요일 밤 11:00 ~ 11:25             | 25분      |
| KBS 2TV   | 2024년 12월 24일 ~ 2024년 12월 26일                                                                     | 매주 화요일 오전 12:05 ~ 12:30                    | 25분      |
| KBS 2TV   | 2024년 12월 24일 ~ 2024년 12월 26일                                                                     | 매주 목요일 오후 11:05 ~ 11:30                    | 25분      |
| KBS 2TV   | 2024년 12월 30일 ~ 2025년 1월 2일                                                                       | 매주 월요일 오후 11:25 ~ 11:50                    | 25분      |
| KBS 2TV   | 2024년 12월 30일 ~ 2025년 1월 2일                                                                       | 매주 목요일 오후 11:05 ~ 11:30                    | 25분      |
| KBS 2TV   | 2025년 1월 6일 ~ 2025년 2월 20일                                                                        | 매주 월요일, 수요일 ~ 목요일 밤 11:05 ~ 11:30     | 25분      |
| KBS 2TV   | 2025년 1월 6일 ~ 2025년 2월 20일                                                                        | 매주 화요일 밤 10:50 ~ 11:15                      | 25분      |
| KBS 2TV   | 2025년 2월 24일 ~ 2025년 3월 14일                                                                       | 매주 월요일 밤 11:05 ~ 11:30                      | 25분      |
| KBS 2TV   | 2025년 2월 24일 ~ 2025년 3월 14일                                                                       | 매주 화요일 밤 10:50 ~ 11:15                      | 25분      |
| KBS 2TV   | 2025년 2월 24일 ~ 2025년 3월 14일                                                                       | 매주 목요일 ~ 금요일 오전 12:05 ~ 12:30           | 25분      |
| KBS 2TV   | 2025년 3월 17일 ~ 2025년 3월 21일                                                                       | 매주 월요일 오후 11:05 ~ 11:30                    | 25분      |
| KBS 2TV   | 2025년 3월 17일 ~ 2025년 3월 21일                                                                       | 매주 화요일 오후 10:50 ~ 11:15                    | 25분      |
| KBS 2TV   | 2025년 3월 17일 ~ 2025년 3월 21일                                                                       | 매주 목요일 ~ 금요일 오전 12:10 ~ 12:35           | 25분      |
| KBS 2TV   | 2025년 3월 25일 ~ 2025년 3월 28일                                                                       | 매주 화요일 오전 12:15 ~ 12:40                    | 25분      |
| KBS 2TV   | 2025년 3월 25일 ~ 2025년 3월 28일                                                                       | 매주 화요일 오후 10:50 ~ 11:15                    | 25분      |
| KBS 2TV   | 2025년 3월 25일 ~ 2025년 3월 28일                                                                       | 매주 목요일 ~ 금요일 오전 12:10 ~ 12:35           | 25분      |
| KBS 2TV   | 2025년 3월 31일 ~ 현재                                                                                  | 매주 월요일 오후 11:10 ~ 11:35                    | 25분      |
| KBS 2TV   | 2025년 3월 31일 ~ 현재                                                                                  | 매주 화요일 오후 10:50 ~ 11:15                    | 25분      |
| KBS 2TV   | 2025년 3월 31일 ~ 현재                                                                                  | 매주 수요일 ~ 목요일 오후 11:05 ~ 11:30           | 25분      |

## MC
- 1대 김현태 아나운서 : 2010년 5월 11일 ~ 2013년 4월 5일
- 2대 이광용 아나운서 : 2013년 4월 9일 ~ 2018년 11월 9일
- 3대 박소현 아나운서 : 2018년 11월 13일 ~ 2019년 4월 2일
- 4대 김종현 아나운서 : 2019년 7월 10일 ~ 2021년 6월 2일
- 5대 남현종 아나운서 : 2021년 6월 3일 ~ 2024년 8월 29일[1]
- 6대 김진웅 아나운서 : 2024년 9월 2일 ~  현재 [2]

## 타이틀 변천사
- 현재 타이틀은 2022년 8월 2일부터를 기준으로 하고 있다.

| 기수 | 프로그램 타이틀   | 방송 기간                         |
| ---- | ----------------- | --------------------------------- |
| 1기  | 스포츠 하이라이트 | 2010년 5월 11일 ~ 2022년 7월 29일 |
| 2기  | 아이 러브 스포츠  | 2022년 8월 2일 ~ 현재             |

## 경쟁 프로그램
- 스포츠 다이어리 (MBC TV)